# Andreas oder Die Vereinigten

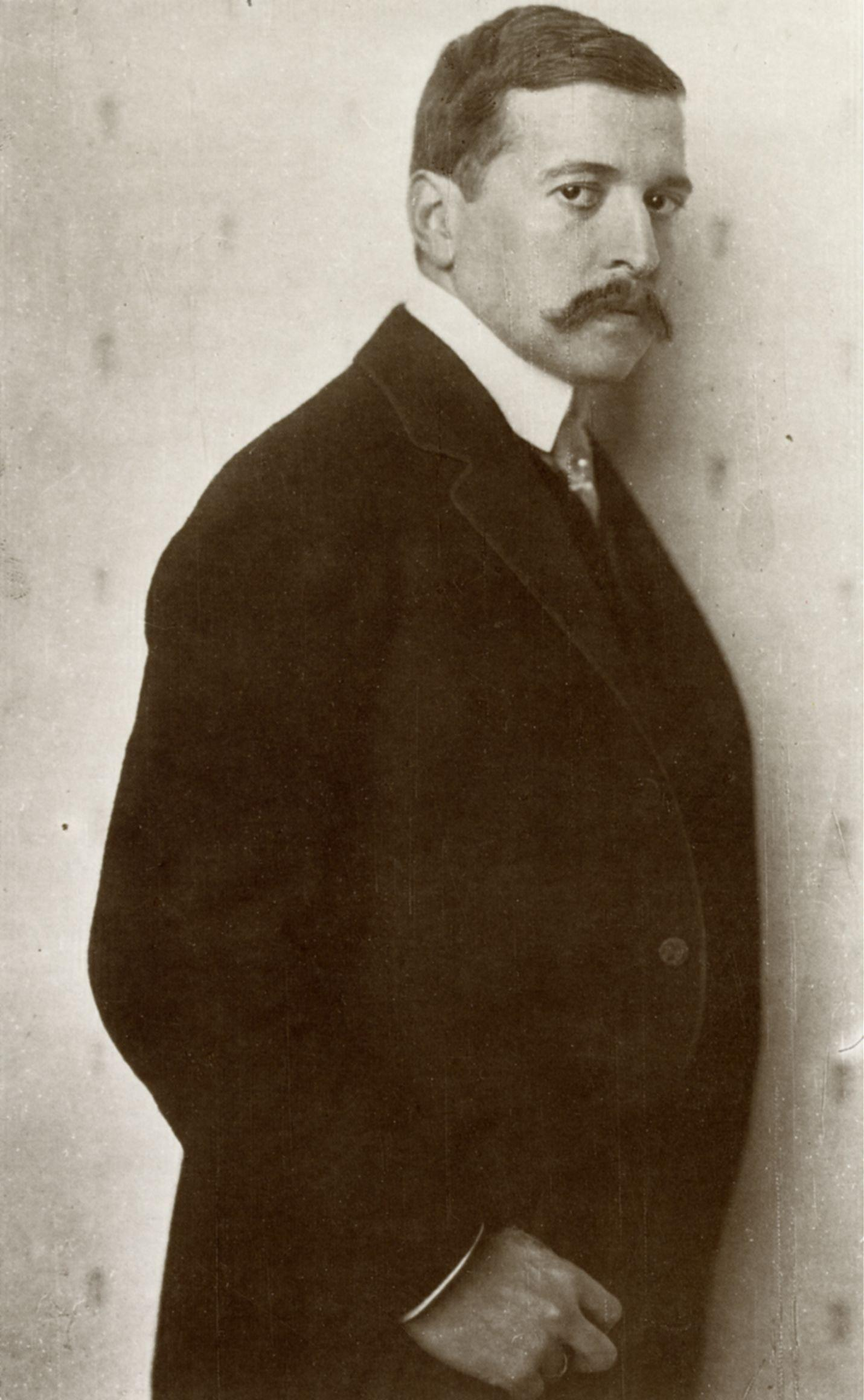
Hugo von Hofmannsthal, 1910
Foto: Nicola Perscheid

Andreas oder Die Vereinigten ist ein Romanfragment von Hugo von Hofmannsthal. Das Werk, an dem der Autor zwischen 1907 und 1927 immer wieder gearbeitet hatte, wurde nie fertiggestellt und zu Hofmannsthals Lebzeiten nicht veröffentlicht. Auf der Basis einer längeren, detailliert ausgearbeiteten Textpassage vom Anfang des geplanten Werks erschien 1930 ein Vorabdruck in den ersten beiden Nummern der Zweimonatsschrift Corona. Die erste Buchausgabe brachte der S. Fischer Verlag 1932 heraus. Ansatzweise ist das Werk „am Schema des bürgerlichen Bildungs- oder Entwicklungsromans“ orientiert, dessen Handlung die Titelfigur nicht nur zur Vereinigung mit einer Lebenspartnerin, sondern auch und vor allem zur Vereinigung mit sich selber bringen soll. Andreas, ein liebenswürdiger, wenn auch naiver und unsicherer junger Mann, reist von Wien nach Venedig, findet unterwegs in Kärnten Unterkunft auf dem stattlichen Gehöft eines Bauern und verliebt sich in die junge Tochter des Besitzers. Er sieht sich aber genötigt, sofort wieder abzureisen, da sein betrügerischer Diener eine Untat begangen hat, die auch ihn selber in ein schiefes Licht rückt. In Venedig findet er Unterkunft im Haus eines verarmten Grafen und gerät in unabsehbare Verwicklungen, vor deren Auflösung die Handlung abbricht.
Trotz seiner Unabgeschlossenheit und viel beklagten Fragmentarität ist der Roman immer wieder euphorisch gerühmt worden. So bezeichnete es der in Italien lehrende Germanist und Schriftsteller Felix Braun 1935 als das vielleicht glücklichste Ereignis der deutschen Poesie nach der Entdeckung der Verse Hölderlins, und als eine Botschaft an das geistige Deutschland, die wie jene des Heinrich von Ofterdingen und von Witiko niemals enden wird.
Die neuere Forschung hat gerade im Fragmentcharakter des Andreas seinen Wert gefunden, insofern er der Zerrissenheit des modernen Subjekts Rechnung trägt: „Gerade das Scheitern des Modells vom Bildungsroman, auf den man den Andreas nicht mehr festlegen kann, bezeugt die Aufrichtigkeit und die Modernität dieses Fragments.“

## Inhalt
Die Überlieferung des Romanfragments besteht aus einem relativ weit ausgearbeiteten, einen zusammenhängenden Handlungsstrang darstellenden Hauptentwurf und aus einer großen Zahl von Einzelnotizen und kleineren Entwürfen. Die Handlung des Hauptentwurfs ist die folgende:
Am frühen Morgen eines Tages im September 1778 wird der 22jährige Andreas von Ferschengelder samt seinem Gepäck von einem Barkenführer in einer verlassenen Gegend in Venedig abgesetzt. Der junge Wiener Bagatelladlige ist auf einer Bildungsreise. Er findet Unterkunft im Haus der Familie eines verarmten Grafen, wo er das ehemalige Zimmer der älteren Tochter Nina mieten kann, die bereits ausgezogen ist. Der Graf arbeitet in einem nahe gelegenen Theater als Lichtputzer, die Gräfin als Logenschließerin. Die jüngere Tochter Zustina organisiert den Haushalt. Ihre beiden Brüder räumen für Andreas das Zimmer frei, in dem vorübergehend der Theatermaler Zorzi untergebracht war, und holen das Gepäck von der Anlegestelle. Der Blick aus dem Fenster geht auf ein größeres Gebäude, bei dem es sich um das Theater Sankt Samuel handelt, wie Zorzi erklärt, eben jenem Theater, in dem er und die ganze Familie Prampero angestellt sind. Zorzi bietet sich an, Andreas später ein gutes Kaffeehaus zu zeigen und ihn bei Nina einzuführen.
Als Andreas allein im Zimmer ist, wird ihm bewusst, dass er seinen Eltern einen Brief schreiben müsste, um ihnen über den bisherigen Verlauf seiner Reise zu berichten. Dabei gibt es nichts Erfreuliches zu erzählen, und die quälenden Erinnerungen an die Herreise steigen in ihm auf. Er sieht sich wieder in Villach, wo sich ihm ein Bursche als Leiblakai aufdrängte. Der prahlerische Gotthelff wusste Andreas’ Eitelkeit anzusprechen, so dass dieser ihn engagierte, obwohl er nicht geplant hatte, mit einem Diener zu reisen. Auch kaufte er für ihn ein Reitpferd, das Gotthelff als günstig angepriesen hatte. Unterwegs stachelte er Andreas’ Fantasie mit lüsternen Reden an und nahm sich Frechheiten heraus, gegen die der unerfahrene Andreas kein Rezept fand. Da das neu gekaufte Pferd zu lahmen begann, musste eine Rast eingelegt werden. Sie ritten auf ein höchst stattliches Anwesen zu und baten darum, das Pferd pflegen zu dürfen. Sie wurden von den Besitzern, der Familie Finazzer freundlich aufgenommen. Beim Essen schämte sich Andreas wegen den prahlerischen Reden Gotthelffs, die nicht in die Wohlanständigkeit der Familie Finazzer passen wollten. Nach dem Essen zeigte die Tochter Romana, noch ein halbes Kind, dem Gast die Dorfkirche und den Hof. Dabei erkannte Andreas, wie selbstverständlich das Mädchen aufgehoben war in der Liebe der Eltern, der Tradition der adligen Vorfahren und der religiösen Überlieferung. Andreas war angetan von der freien und offenen Art Romanas. Er missverstand ihre kindliche Unbefangenheit als Einladung zu einer Liebesnacht; doch als er sie besuchen wollte, merkte er, dass sie nicht allein in ihrer Kammer schlief. Am andern Morgen wurde er durch einen Lärm geweckt: Eine Magd, die sich mit Gotthelff eingelassen hatte, hatte ein Brandmal auf dessen Schulter entdeckt, das ihn als Verbrecher identifizierte. Dieser, da er sich entdeckt sah, hatte versucht, sie umzubringen, und war mit dem gesunden Pferd geflohen, womit Andreas mehr als die Hälfte seines Reisegeldes verloren hatte, das im Sattel eingenäht war. Er erfuhr, dass das kranke Pferd, das er so „günstig“ hatte kaufen können, auf dem Finazzerhof gestohlen worden war. Zwar machte ihm der Gutsherr keinen Vorwurf, doch fühlte er sich schuldig, den Schurken auf den Hof gebracht zu haben. Ihm dämmerte, dass einiges von Gotthelffs Persönlichkeit auch in ihm selbst schlummerte. So wurde es ihm schwer, noch zwei Tage auf dem Hof warten zu müssen, bis ein Fuhrmann vorbeikam, mit dem er weiterreisen konnte. Romana war ihm aus dem Weg gegangen, erst unmittelbar vor der Abfahrt sah er sie noch einmal. Sie zerriss ihre Halskette und gab ihm wortlos ein Stück davon. Der Gedanke, dass er zurückkommen könne, als der gleiche und als ein anderer, gab ihm etwas Hoffnung und Trost. Nachdem sie den Finazzerhof schon ein gutes Stück hinter sich gelassen hatten, wies ihn der Fuhrmann auf einen hoch oben, in der Sonne kreisenden Adler hin. Die Ahnung, dass man von dort oben noch den Finazzerhof sehen konnte, brachte ihm Romana wieder nahe und erfüllte ihn mit einem nie dagewesenen Glücksgefühl.
Der Maler Zorzi holt ihn ab, um ihm das Kaffeehaus zu zeigen. Auf dem Weg nach unten kommt Andreas bei Zustina vorbei und trifft auf den Hausherrn, den Grafen Prampero. Die Eleganz der Worte, mit denen dieser sich Andreas vorstellt, steht in groteskem Gegensatz zur Erbärmlichkeit seiner wirtschaftlichen Lage und mangelnden Autorität gegenüber seiner Tochter Zustina, die ihn herumkommandiert und mit Aufträgen eindeckt. Sie ist geschäftig im Haushalt, kümmert sich um den Braten im Ofen, rechnet die Ausgaben nach und füttert einen Vogel, dessen Bauer im Fenster hängt. Für Andreas hat sie ein paar Vorsichtsratschläge, da sie ihn als unerfahrenen Jüngling einschätzt. Auf dem Weg zum Kaffeehaus fragt Andreas den Maler, was es mit der Lotterie auf sich habe, von der er im Hause Prampero schon mehrfach reden gehört habe. Zorzi erklärt ihm, dass die Jungfernschaft Zustinas versteigert werde, indem Lose verkauft werden an eine Zahl von handverlesenen, ehrenwerten Männern. Zustina versuche auf diese Weise, der Familie wirtschaftlich unter die Arme zu greifen. Andreas werde sich leider nicht direkt an der Lotterie beteiligen können, da keine Lose an Fremde vergeben würden, höchstens, dass einer der Beteiligten dazu veranlasst werden könnte, sein Los an Andreas abzutreten, wobei allerdings mit einem beträchtlichen Aufpreis zu rechnen wäre. Im Kaffeehaus fällt Andreas die hochgewachsene Gestalt eines Besuchers auf, der an einem der kleinen Tische schreibt und dabei eine ungemütliche Haltung einnehmen muss, da er die langen Beine kaum unterbringen kann. Zorzi erklärt ihm, dass es sich dabei um den Malteserritter Sacramozo handle, der einer Freundin täglich mehrere lange Briefe schreibe, obwohl er sie auch fast jeden Tag sehe. Dabei sei er nicht einmal ihr Liebhaber, denn sie liege entweder auf den Knien in einer Kirche oder krank im Bett. Ein Blatt seiner Korrespondenz wird vom Wind unter Andreas’ Tisch geweht. Als dieser es ihm bringt, nimmt er es zuerst an, will es dann aber Andreas zurückgeben, da es weder von seiner Hand noch an ihn gerichtet sei.
Zorzi und Andreas gehen zu Nina. Vor dem Haus bittet Zorzi Andreas zu warten, er wolle zuerst sehen, ob sie für Besucher bereit sei. Andreas geht inzwischen zu einer nahe gelegenen kleinen Kirche, wo ihm eine offenbar sehr fromme, flehentlich blickende junge Frau auffällt. Gleichzeitig mit ihm, aber durch eine andere Tür, betritt sie den Kirchenraum. Andreas sieht, wie sie auf einen Betstuhl zugeht, bedrückt und im Gang gehemmt. Um ihre Andacht nicht zu stören, will er die Kirche wieder verlassen, doch als er sich in der Tür nochmals umblickt, sieht er dort, wo eben noch die Betende war, eine andere Gestalt, zwar ähnlich gekleidet, aber viel freier, ja fast herausfordernder im Betragen und im Blicken. Diese verlässt nun die Kirche ihrerseits, und da Andreas auf dem Rückweg nicht an ihr vorbeigehen möchte, geht er nochmals in die Kirche zurück, wo er keine Spur mehr von der Betenden sieht. Als er jetzt wieder auf die Straße geht, ist auch die andere Frau verschwunden und er geht zurück zu dem Haus, in dem Nina wohnt, ist sich aber nicht mehr sicher, welches Haus das war. Er betritt einen ruhigen, von Weinlaub bedeckten Innenhof und erschrickt, als sich von oberhalb des Blätterdachs ein weibliches Gesicht durch eine freie Stelle zu ihm heruntersenkt, ihn mit wilder Gespanntheit und seltsamer Befriedigung anblickt. Blutige Finger strecken sich nach ihm aus; und kurz bevor die Figur herunterzufallen droht, zieht sie sich zurück, offenbar über die Mauer in einen angrenzenden Hof. Als Andreas dort nachschauen gehen will, was es mit der Erscheinung auf sich hat, kommt ihm aus diesem Haus Zorzi entgegen, erklärt ihm, es gebe da keinen Innenhof, aber er werde die betreffende Person schon ausfindig machen, sollte sie noch einmal in dem Quartier auftauchen. Jetzt sollten sie zu Nina gehen, sie erwarte sie. Allerdings ginge bei ihr alles drunter und drüber, ihr Protektor habe einem seltenen Vogel, den sie tags zuvor geschenkt bekommen habe, den Kopf abgebissen, und sich aus Wut an einem ihrer Verehrer rächen wollen, aber einen falschen verprügeln lassen, und nun hätten die Sbirren alles durchsucht.
Als sie bei Nina eintreten, ist Andreas immer noch aufgewühlt von den unerklärlichen Begegnungen in der Kirche und im Hof. Er ist sich sicher, dass sie zusammenhängen und ihm persönlich gegolten haben. Nina empfängt den Besucher auf einem Sofa; alles um sie ist hell und freundlich. Ein von Zorzi gemaltes, aber zerschnittenes Porträt von Nina lehnt an der Wand. Zorzi entfernt es. Nina, die das Bild verabscheut, da es sie entstellt, fragt Andreas, wie er es finde. Andreas antwortet rätselhafterweise mit „sehr ähnlich und sehr hässlich“, was Nina nur als Unfreundlichkeit verstehen kann. Er beeilt sich immerhin nachzuschieben, wenn er sie malen würde, käme etwas anderes heraus. Durch das Fenster sieht Andreas einen Dachgarten, und er fragt Nina, ob das ihr Garten sei. Sie bedauert, sich den Garten nicht leisten zu können, obwohl sie ihn gerne hätte. Andreas stellt sich sofort vor, wie es wäre, den Garten für Nina anzumieten. Er könnte ihr gegenüber dann als Gönner auftreten. Er könnte sie küssen, ohne damit rechnen zu müssen, von irgendeinem zufällig Eintretenden überrascht zu werden. Er ergreift ihre Hand, schwankt zwischen Entzücken und Bangen. Beim Abschied bittet er um die Erlaubnis, wieder kommen zu dürfen.
Unten trifft er auf Zorzi, verabschiedet ihn jedoch bald und macht sich nochmals auf die Suche nach der rätselhaften Person. Doch weder auf dem Platz vor der Kirche noch drinnen findet er jemanden.
An dieser Stelle bricht der ausgearbeitete Hauptentwurf ab. Zum besseren Verständnis des Geschehens lässt sich aufgrund der vorhandenen Notizen – und bei aller Zurückhaltung, was das Erraten des von Hofmannsthal nicht ausgeführten weiteren Handlungsverlaufs betrifft – noch folgendes ergänzen:
Die rätselhafte Begegnung mit einem weiblichen Wesen, die Andreas vor und in der Kirche, sowie später im Innenhof widerfährt, beruht auf der Persönlichkeitsspaltung einer Figur, die in den Notizen oft als Maria und Mariquita, manchmal auch als MI und MII erscheint. Maria (MI, auch „die Dame“ oder „die Gräfin“) bezeichnet dabei den vornehmen, frommen, aber auch gehemmten Teil der Person, während Mariquita (MII, auch „die Cocotte“) den leichtlebigen, sinnlichen Teil darstellt. Hofmannsthal notiert sich: „Die Dame und die Cocotte sind beide Spanierinnen; sie sind Spaltungen ein und derselben Person; die sich gegenseitig trucs spielen.“ (SW XXX, S. 10) Andreas wird beide näher kennenlernen.
Er wird auch den Malteserritter Sacramozo näher kennenlernen, der für ihn eine Art Mentor werden wird, und der selber mit Maria in einer intrikaten Beziehung steht. Auf dieses Verhältnis spielt Zorzi mit seiner Bemerkung über die Brieffreundin von Sacramozo an.

## Überlieferung
Da Hofmannsthal den Roman nicht abgeschlossen und nicht veröffentlicht hat, stellt sich die Frage, wie dieser Werkkomplex zu definieren ist. Im Nachlass finden sich 493 Blätter, die Manfred Pape, der Herausgeber des Andreas-Bandes der Kritischen Ausgabe, dem Andreas-Roman zugeordnet hat. Von diesen Blättern bilden 99 einen weitgehend ausgearbeiteten, zusammenhängenden Hauptentwurf, während die übrigen kleinere Entwürfe und Aufzeichnungen umfassen, die in der Kritischen Ausgabe als 385 Notizen wiedergegeben sind. Der Hauptentwurf erstreckt sich dort über 59 Seiten (Seiten 39 bis 97), die Notizen über 153 Seiten (Seiten 7 bis 38 und 98 bis 218). Ergänzend enthält der Anhang 45 Seiten mit Varianten. Von den Notizen, die über einen Zeitraum von 20 Jahren entstanden sind, ist kaum ein Zehntel datiert. Einige Aufzeichnungen berühren sich mit andern Werken Hofmannsthals. So stehen die frühen Notizen im Umfeld der Briefe des Zurückgekehrten, während die späteren Aufzeichnungen in den Plan eines historischen Romans über den Herzog von Reichstadt hineinspielen, der wie das Andreas-Projekt nie abgeschlossen wurde.

## Entstehung
Erste Aufzeichnungen zu dem Werkkomplex, aus dem später der Andreas wurde, gehen auf das Jahr 1907 zurück. Die ersten Notizen stehen unter dem Titel „Das Reisetagebuch des Herrn v. N.“ Hofmannsthal arbeitete damals an den Briefen des Zurückgekehrten und dachte in diesem Zusammenhang auch an einen Teil mit dem Titel Das venezianische Tagebuch des Herrn von N. Doch Die Briefe des Zurückgekehrten erreichten nie den ursprünglich geplanten Umfang und die Tagebuch-Geschichte erhielt Selbständigkeit. Hofmannsthal trieb den Plan unter verschiedenen möglichen Titeln weiter. Bis 1911 findet man z. B. Venezianisches Tagebuch; venezianisches Abenteuer; die spanische Dame. Mit der „spanischen Dame“ ist Maria gemeint, wie die Notizen erkennen lassen. Dass sie von Hofmannsthal als Titelheldin erwogen wurde, zeigt die Bedeutung dieser Figur für das Romangeschehen und lässt erahnen, „daß Hofmannsthal von Anfang an die gespaltene Natur der Frau zu einem Kernthema seines Romanvorhabens machen wollte“.
Der Protagonist heißt in diesen frühen Entwürfen noch Leopold, im Hauptentwurf dann konsistent Andreas, allerdings oft in der mundartlichen Form Andres. Entwürfe zu Kapiteleinteilungen lassen erkennen, dass Hofmannsthal die in Kärnten spielende Episode ursprünglich an den Anfang stellen wollte, und nicht wie nun im Hauptentwurf, wo sie nach der Ankunft in Venedig als Rückerinnerung des Protagonisten gefasst ist.
Die Arbeit am Hauptentwurf begann am 12. September 1912, wurde am 8. Oktober 1912 unterbrochen, am 18. Juli 1913 (also fast 10 Monate später) wieder aufgenommen und fortgesetzt bis zum 29. August 1913. „In diesen beiden Zeiträumen hat Hofmannsthal jeweils fast täglich [am Hauptentwurf] gearbeitet. Die Arbeitspause von immerhin fast 10 Monaten […] ist nicht im geringsten spürbar. Es ist erstaunlich, mit welcher Einfühlungskraft und Konzentration Hofmannsthal nach Ianger Pause die Arbeit an seinem Romanplan [wieder] fortführen konnte, ehe sich dieser im Notizenlabyrinth endgültig verlieren sollte.“
An das Ende des Hauptentwurfs „hat Hofmannsthal eine Schleife gesetzt, so daß man annehmen kann, daß mit diesem Entwurf ein zusammenhängender Teil des Romans vorläufig entworfen war.“ Trotz der weitgehenden Ausarbeitung hatte dieser Teil immer noch Entwurfscharakter und war nicht druckreif, dessen war sich auch Hofmannsthal selber bewusst, als er ihn Jahre später einer schwedischen Zeitschrift zum Druck angeboten hat. Diese Veröffentlichung kam aber nicht zustande.
Der Romantitel Andreas oder die Vereinigten erscheint erst im Oktober 1913, also zwei Monate nach dem Ende der Arbeit am Hauptentwurf. Dies ist insofern bemerkenswert, als dieser Titel für die erste Buchveröffentlichung verwendet wurde und nachher die Wahrnehmung des Werks weitgehend bestimmt hat, bis zum Erscheinen der Kritischen Ausgabe 1982, die nur noch den Titel Andreas verwendet. Mit dem Hauptentwurf selber sind die beiden Titel Die Dame mit dem Hündchen und Die wunderbare Freundin verbunden. Mit der „Dame mit dem Hündchen“ ist offenbar Maria/Mariquita gemeint, von der es in einer Notiz heißt: „Durch einen kleinen kurzathmigen King Charles Hund namens Fidèle, der im Haus von MI immer versteckt ist, bis auf einmal, hängen MI u. MII zusammen.“
Auch nach dem vorläufigen Abschluss des Hauptentwurfs hat Hofmannsthal am Roman weitergearbeitet. Dabei hat er den Plan weitgehend neu konzipiert und das Geschehen in die erste Hälfte des 19. Jahrhunderts verlagert. Es sieht so aus dass er „immer mehr beabsichtigte, einen politisch-historischen Roman mit allerhand Einzelbetrachtungen zu schreiben, ein Kompendium seiner Zeit und seines eigenen Standorts, fernab von Kärnten und Venedig; an die Stelle der Dissoziation einer Person tritt die Dissoziation einer Epoche“.

## Rezeption
In der Öffentlichkeit fand das Romanfragment schon nach dem Vorabdruck in der Zeitschrift Corona und besonders auch nach der Buchveröffentlichung großes Echo und fast einhellig positive Aufnahme. Kritischere bis sarkastische Töne wurden nur im private Rahmen geäußert. Im folgenden ein paar Beispiele für die Reaktionen kurz nach dem Erscheinen:
Eduard Korrodi kommentiert das Erscheinen der neuen Zeitschrift Corona, in deren erstem Heft der erste Teil des Hauptentwurfs abgedruckt wurde: „Was mir […] dieses erste Heft teuer macht, ist weder der beste Essayist Lytton Strachey, […] noch die eigentümliche Versenkung Thomas Manns in mythischen Grund, sondern einzig und allein das Romanfragment Hofmannsthals. Ein Getröstetsein in der eigenen Sprache ist die erste Wirkung. […] Die unbeschreibliche Ueberlegenheit der Sprache Hofmannsthals – eine letzte Ueberlegenheit seit Stifter und Keller – kann nimmer geleugnet werden.“
Rudolf Borchardt nimmt schon früh spätere wissenschaftliche Positionen vorweg, wenn er eine peinliche autobiographische Nähe Hofmannsthals zu seinen Figuren sieht und dies als Grund für den Abbruch der Arbeit angibt. Er schreibt im November 1930 in einem Brief an Rudolf Alexander Schröder: „Den Roman wirst du genossen haben wie ich, obwol [sic!] an ihm deutlich erkennbar bleibt, wie seine [Hofmannsthals] Kinder im dritten Gestationsmonat aussahen. Der erste Teil hat Stiftersche Residualtöne, die er zweifellos weggeblasen hätte, der zweite erlahmt natürlich deutlich – »natürlich« sage ich, weil er die Gründe des Liegenbleibens und nicht Weitermachens in sich enthält. Wie immer wenn die Inspiration ihn verliess, drängen sich in den Phantasieverlauf der Entwickelung stationäre Motive aus früheren Conceptionen ein und führen zum Absterben des Organismus, so ist hier das Durcheinander der Frauen in der Kirche und das verquer durch die Pergola blickende Mädchen die Replik alter Nervenquälereien aus der Geschichte der 672. Nacht – mit ihm weiter gewachsen wie »Narben an dem Leib von Kindern«. Daneben Stellen und Situationen von einzigster Schönheit, wie der Schluss des Kärtner [sic!] Kapitels, die Szene zwischen dem wirtschaftlichen Comtesschen, dem Heldenvater und dem jungen Burschen. Die letzte Tête à Tête-Szene dagegen das skurril-biographische Durcheinander seiner eigenen Erfahrungen – so haben seine selbsterlebten täppisch schwermütig hilflosen Liebesszenen ausgehen – da hat er die Lust verloren und würde das auch nie gedruckt haben. Man müsste alle Skizzen und Entwürfe dazu haben, um zu einem Bilde zu gelangen.“
Am 10. Dezember 1930 schrieb Stefan Zweig an Otto Heuschele: „Der letzte Roman wieder, den Sie in der »Corona« gelesen haben, beginnt so herrlich wie kein deutsches Prosawerk, und dann kam immer jene Schwäche der Nerven, jene merkwürdige Angst in ihm, jene Unruhe, sich rasch wieder etwas Leichterem, Näherem, Handgreiflicherem zuzuwenden, und all das wirkte zusammen zu einer tragischen Unzufriedenheit im Menschen, in dem doch der Genius deutlicher da war, als in irgendeinem anderen unserer Zeit.“
Walther Brecht äußerte 1931 in den Süddeutschen Monatsheften: „Nur Bruchstücke eines Kleinods sind es, die wir in der Hand halten – aber sie sind so kostbar, daß sie den vollen Wert des ganzen zu enthalten scheinen.“
Jakob Wassermann verfasste das Nachwort zur ersten Buchausgabe von 1932. Er hielt darin fest: „[…] ich sah etwas wie einen österreichischen Wilhelm Meister entstehen.“ Und: „Wer hätte denken sollen, daß es dem herrlichen Gebilde bestimmt war, Fragment zu bleiben, eins von den unsterblichen deutschen Bruchstücken wie die Schubertsche H-moll-Symphonie, der Büchnersche Lenz und der Ofterdingen des Novalis?“
Felix Salten schreibt am 11. November 1932 in seiner Rezension in der Wiener Neuen Freien Presse: „Hier wäre das vergangene Österreich unvergänglich auferstanden. Alle seelischen Elemente, alle musikalischen, aller Zauber der Landschaft, alle Wunder des Denkens, alles Leichte und Schwere, alles Oberflächliche und Tiefe, woraus die Einmaligkeit des Österreichertums sich zusammensetzt, alles war hier wie in einem Brennglas vereinigt, alles war vorbereitet. Ein Meisterwerk, zur Unsterblichkeit auserlesen, ist vernichtet, noch ehe es aufblühen konnte.“

## Interpretation

### Fragmentcharakter und Intertextualität
Der Fragmentcharakter bringt zunächst das Bedauern mit sich, dass das Werk nicht vollendet wurde und die Klage über den Verlust eines Wertes, den die Vollendung mit sich gebracht hätte; dann Spekulationen über die Ursachen, die einen Abschluss der Arbeit verhindert haben; weiter die Versuchung, das Angefangene zu Ende zu denken und Brüche zu glätten; schließlich stellt sich die Frage, ob es zwingend ist, die Unvollendetheit als Mangel, den Abbruch der Arbeit als Scheitern zu verstehen, oder ob die Fragmentarik auch positiv gesehen werden kann. Im Bezug auf die Deutung des Werks stellen sich Fragen im Zusammenhang mit der Definition dessen, was zum eigentlichen Textkorpus zu zählen ist und ob alle Teile den gleichen Stellenwert zugesprochen erhalten dürfen.
Alle diese Punkte spielen im Falle des Andreas eine Rolle. Das Bedauern über die Unvollendetheit kommt in den ersten Rezensionen klar zum Ausdruck und ist im Abschnitt zur Rezeption bereits dargestellt. Bei den Spekulationen über die Ursachen, die den Abschluss der Arbeit verhindert haben, sind verschiedene Gründe namhaft gemacht worden, angefangen bei zeitgeschichtlichen (die Katastrophe des Ersten Weltkriegs und der Zusammenbruch des österreichischen Kaiserreichs bei Wassermann), autobiographischen (die Gefahr, zu tief in die eigene Seele blicken zu lassen bei Hermann Broch und W.G. Sebald, oder psychologisch durch unbewusst wirksame, irritierende Bilder bei Wiethölter) bis zu einer ganzen Reihe von strukturellen, in der Konzeption selbst begründeten Schwierigkeiten (die erotische Komplexität bei Richard Alewyn, die Inkommensurabilität von Form und Inhalt bei David H. Miles, die schiere Größe des Vorhabens bei Manfred Pape, der Kompromiss zwischen Tradition und Moderne bei Achim Aurnhammer, die Untauglichkeit der Gattung ‚Bildungsroman‘ bei Jacques Le Rider und der Gattungskonflikt zwischen Romanhaftem und Dramatischem bei Inka Mülder-Bach).
Was die Verführung betrifft, das Angefangene vervollständigen zu wollen, so gibt es im Falle des Andreas zwar keinen Versuch, ein Ende auszuformulieren und das Werk als Ganzes publizieren zu wollen. Aber allein schon das Verständnis des vorhandenen Korpus als Bildungsroman, nimmt im weitesten Sinn ein gedachtes Ende vorweg. Kommt dazu, dass einige Notizen auf eine – mindestens zeitweise – geplante Fortsetzung in diesem Sinne schließen lassen. Es ist also nicht erstaunlich, dass einige Interpreten solche Fortsetzungen mindestens angedeutet oder skizziert haben.
Richard Alewyn stellt sich ein erfolgreiches Ende der „Vereinigungen“ vor. Ausgehend von einer Notiz Hofmannsthals: „Die sich in jener einen Nacht Andres gibt, Geliebte, Schwester, Mutter, Heilige – ist die Ganze, weder Maria noch Mariquita, mehr als beide“ (SW XXX, S. 22) stellt er sich vor: „Andreas seinerseits wird »ganz«. Seine zwei Liebschaften sind eins geworden, indem ihre Gegenstände verschmolzen sind, und wie die Kluft zwischen diesen schwindet, vereinigen sich die feindlichen Hälften seines Wesens. Heilend heilt er sich selbst. Mit der gegenseitigen Verwandlung haben Andreas und Maria ihre Aufgabe aneinander erfüllt und damit trennen sich ihre Wege. Die »ganze« Maria ist nun frei für die Vereinigung mit Gott […], der »ganze« Andreas ist reif für die Vereinigung mit Romana. Seine Lehrjahre sind beendet.“
David H. Miles dagegen glaubt zwar auch an einen in diesem Sinne positiven Ausgang, aber nicht an eine Heirat von Andreas mit Romana. Vielmehr skizziert er eine Art idealer Liebe zwischen den beiden, die zwar nicht rein jenseitig, aber auch nicht banal diesseitig ist. Er spricht dabei von einer immanenten Transzendenz.
Später ebben solche Versuche ab, nicht zufällig im Einklang mit dem Verblassen des Bildungsroman-Paradigmas, das das Verständnis des Andreas lange bestimmte. Mit Verweis auf Mathias Mayer hält Achim Aurnhammer fest: „Trotz des zusammenhängenden Hauptentwurfs hat sich in der Hofmannsthal-Forschung die Einsicht durchgesetzt, daß sich die nachgelassenen Fragmente nicht zu einem geschlossenen Werk ergänzen lassen.“ Und Alexander Honold urteilt: „[…] jeder Versuch, die Linien nachträglich weiterzuziehen, bleibt notwendig spekulativ und unterstreicht ex post nur die Schwierigkeiten, die dem von Hofmannsthal angelegten Erzähltrajekt hinsichtlich seiner narrativen Konsistenz und Komplexität schon inhärent waren.“
Bezüglich einer Neubewertung der Fragmentarik des Andreas hat als erste Angelika Corbineau-Hoffmann Anstöße geliefert. Im Rahmen einer Reflexion über die Interpretierbarkeit von Fragmenten überhaupt und im Anschluss an Jean-Louis Galay und Christoph Meckel propagiert sie „einen für die Lektüre und Analyse von Fragmenten so positiven wie produktiven Grundgedanken: ein fragmentarischer Text ist nicht primär ein Dokument des Scheiterns – und insofern von allenfalls historischem Interesse –, sondern Ausdruck einer Eigenbewegung und Selbstreflexion der Sprache, die eine Lektüre jenseits der Referenz, jenseits narrativer Prozesse fordert, eine Lektüre im Raum.“ Im Fragment thematisiert der Text „weniger das vordergründig Gesagte als jene anderen, erst im Diskurs erschlossenen Sinnbereiche, die mit dem ursprünglichen Ziel nicht mehr konvergieren: die Konnotationen gewinnen die Oberhand gegenüber dem Denotierten.“ Auf dieser Basis wird das Verständnis von Fragmenten möglich in einer „Lektüre, die den unvollendeten und in seiner inneren Struktur brüchigen Text nicht als Ausdruck eines Mangels (an Konsequenz, an Geschlossenheit) versteht, sondern als Ergebnis eines Reichtums an Sinn, den die konnotative Textebene auffängt und, das Denotierte verdrängend, zum Ausdruck bringt.“
Zur Neubewertung der Fragmentarik des Andreas hat Mathias Mayer weitere Impulse geliefert. Er verweist auf die vielfältigen intertextuellen Bezüge des Andreas nicht nur zur literarischen Tradition vor Hofmannsthal, sondern auch zu Werken und Projekten innerhalb des Hofmannsthalschen Œuvres und konstatiert dementsprechend eine Offenheit und Grenzenlosigkeit des Andreas-Komplexes, die auch der Offenheit und Unbestimmtheit des Protagonisten entspricht. Auf dieser Basis wird dann eine Neubewertung der Fragmentarik möglich: „Die Fragmentarik des Romans ist Anzeichen eines nicht abwertenden, sondern – paradox gesagt – auszeichnenden Defizits. Ganzheit wäre in diesem Fall nicht mehr, sondern weniger als jedes Fragment, denn das Fragment riskiert die Öffnung zum Grenzenlosen.“ Und: „Wenn die Grenzenlosigkeit dieses Romans nicht nur als Scheitern und Ausufern zu betrachten ist, stellt sich die Brüchigkeit des Individuums, die Zersetzung der Individualität, die ihre Grenzen nicht mehr zu finden vermag, als Innenansicht jener Fragmentarik dar, die den Roman von außen kennzeichnet.“ „Gerade das Scheitern des Modells vom Bildungsroman, auf den man den Andreas nicht mehr festlegen kann, bezeugt die Aufrichtigkeit und die Modernität dieses Fragments.“
Als Ausweis der Modernität sieht auch Achim Aurnhammer die Fragmentarik des Andreas: „Hofmannsthal erprobt im »Andreas« sowohl in produktions- als auch in rezeptionsästhetischer Hinsicht […] das Fragment als Erzählform einer Moderne, die sich der Tradition verpflichtet weiß.“
Die Überlieferungssituation des Andreas-Komplexes, eine Fülle von Entwürfen und Notizen, die zum Teil in andere Werke Hofmannsthals – vollendete oder nicht vollendete – hinüberspielen, bringt die Frage mit sich nach der Abgrenzung des Stoffes. Mathias Mayers Feststellung der Offenheit und Grenzenlosigkeit des Andreas zeigt schon die Schwierigkeit auf, die Frage zu beantworten und lässt erahnen, mit welchen Schwierigkeiten sich die Interpretation konfrontiert sehen muss. Kommt dazu, dass auch das Verhältnis zwischen ausformuliertem Hauptentwurf einerseits und den Einzelnotizen andererseits zu klären ist. Katrin Scheffer plädiert dafür, dem Hauptentwurf einen anderen Status zuzuweisen als den Notizen: „Die Notizen sind für die Analyse nicht in der gleichen Weise maßgeblich, zumal aus ihnen keine Erkenntnisse über eine Erzählhaltung, über sprachliche Feinheiten oder sequentielle Zusammenhänge entnommen werden können […].“ Beim Interpretieren ist deshalb Vorsicht walten zu lassen, wenn Unklarheiten an einer Stelle mit Aussagen von anderen Stellen erhellt werden sollen. Verschiedene Passagen können unterschiedliche Stufen der Konzeption repräsentieren und sollten deshalb nicht fraglos aufeinander bezogen werden. Katrin Scheffer übt dementsprechend auch Kritik wenn Interpreten diese Vorsicht nicht walten lassen, eine Kritik, die auch Achim Aurnhammer schon geäußert hatte.

### Literarische Tradition und Bildungsroman
Die frühen Interpreten haben den Andreas ganz selbstverständlich als Bildungsroman eingestuft. Die Weichen gestellt für diese typologische Festlegung hatte Richard Smekal schon 1930, als er in seiner Rezension des Vorabdrucks in der Corona das Werk als „Ein österreichischer »Wilhelm Meister«“ bezeichnete, also auf jenes Werk Goethes referierte, das gemeinhin als Prototyp des Bildungsromans gilt: Wilhelm Meisters Lehrjahre. Ganz aus der Luft gegriffen war das nicht, denn Hofmannsthal selber hat sich Goethes Roman zum Vorbild genommen, wie aus einer Notiz hervorgeht. Und zu seinen Freunden muss er von seinem Vorhaben in einer Weise gesprochen haben, dass diese den Eindruck erhielten, es sei da etwas am Entstehen, das man „nur mit Wilhelm Meister vergleichen“ könne. Zu erinnern ist auch an die frühen Pläne Hofmannsthals, die er noch unter dem Titel „Reisetagebuch“ subsummierte. Das Reisen mit seinen Möglichkeiten, neue Erfahrungen und Begegnungen hervorzubringen, ist seit je ein unverzichtbares Element des Bildungsromans, um dem Entwicklungsgang des Protagonisten die entscheidenden Impulse zu vermitteln. Das Wort vom „österreichischen »Wilhelm Meister«“ hat dann Wassermann in seinem Nachwort zur ersten Buchausgabe dem Werk gleichsam mit auf den Weg gegeben. Beim Begriff „Bildungsroman“, oder allenfalls auch „Entwicklungsroman“ bleiben später Fritz Martini (1954), Richard Alewyn (1955), Karl Gautschi (1965) und David H. Miles (1972) in ihren grundlegenden Studien zum Andreas. Für W. G. Sebald (1985) hingegen ist der Bildungsroman nicht mehr das selbstverständliche Paradigma zum Verständnis des Werks. Nach ihm hat Hofmannsthal den Andreas angelegt „als eine Exploration jener zentrifugalen Kräfte seines und unseres Lebens, die – fremd und widerspenstig – nicht auf eine schöne Bildung, sondern auf Deformation und Zerstörung hinauslaufen.“ Und weiter: „Die dem Andreas-Fragment einbeschriebenen extremen erotischen Tendenzen unterbinden die Kreierung von Identität, haben die Verwirrung und Dissolution der Erzählfigur zum Gegenstand und widersetzen sich so dem integrativen Muster des Bildungsromans.“
Auflösungstendenzen erkennt auch Mathias Mayer (1994) und führt in dem Zusammenhang den Begriff des „Romans der Disintegration“ ein. Als einen solchen bezeichnet er den Andreas, da in ihm „die Differenzen nicht in einer vermittelten Identität aufgehen, sondern in ihrer Unaufgelöstheit sichtbar bleiben.“ Mayer identifiziert drei Romane, die auf die Genese des Andreas in diesem Sinne Einfluss hatten: Einmal den Anton Reiser von Karl Philipp Moritz, bei dem es „besonders das gestörte Verhältnis zum eigenen Ich“ ist, „das ihn zu einem Vorläufer des Andreas macht.“ Dann den Maler Nolten von Eduard Mörike wegen der „Gespaltenheit des Ich“. Schließlich den Grünen Heinrich von Gottfried Keller, dem er eine „katalysatorische Funktion für Hofmannsthals Andreas“ zuschreibt, weil darin „das Mißverhältnis von Phantasie und Wirklichkeit […] als Spaltung von Persönlichkeitshälften auf zwei Frauenfiguren projiziert [wird], die eine Vereinigung nicht mehr möglich werden läßt.“ Somit wäre also die Figur der Maria/Mariquita Hofmannsthals Wiederaufnahme von Kellers Frauenfiguren Anna und Judith.
Achim Aurnhammer (1995) wiederum erkennt die „entscheidenden Vorbilder“ für den Andreas-Roman, „jedenfalls für den Hauptentwurf“ in Schillers Geisterseher und Goethes Ur-Meister. Der Einfluss von Schillers Der Geisterseher auf den Andreas reicht bis in Details der Handlung. Nicht nur Ort und Zeit der Handlung – das Venedig des ausgehenden 18. Jahrhunderts – stimmen überein, in beiden Romanen löst die Begegnung des Protagonisten mit einer geheimnisvollen Frau in einer Kirche eine große Betroffenheit aus und wird zum Ausgangspunkt einer intensiven Suche. Und Goethes Wilhelm Meisters theatralische Sendung, auch als Ur-Meister bezeichnet, ein Werk, an dem Goethe zwischen 1777 und 1785 gearbeitet hatte, galt lange als verschollen und fand, als es 1911 zum ersten Mal gedruckt wurde, sofort eine begeisterte Aufnahme, auch bei Hofmannsthal. „Die frühen Theatererlebnisse des Andreas, ja der ganze Stoffkomplex, der mit Bühne und Theater zusammenhängt, gehen wohl direkt auf die »Theatralische Sendung« zurück.“ Beide Romane sind Fragment geblieben, was für Hofmannthals Projekt bedeutsam ist: „Daß Hofmannsthal sich fragmentarische Bildungsromane zum Vorbild nimmt, kennzeichnet sein reflektiertes Verhältnis zur Tradition: einerseits schließt er an eine bedeutende gattungspoetische Überlieferung an, andererseits entbürdet er sich von der Last der Tradition, indem er auf offene Formen zurückgreift.“
Jacques Le Rider (1995) wiederum sieht noch einen anderen Typus von Roman im Hintergrund aufscheinen, den Initiationsroman: „Im Roman hat der Malteser offensichtlich die Rolle eines rosenkreuzerischen Meisters inne, der die Initiation Andreas’ betreibt. Andreas muß sich aus eigenen Kräften läutern, indem er Maria dem Einfluß ihrer schlechten Doppelgängerin Mariquita entreißt. Diese wechselseitige Metamorphose folgt der traditionellen Formel der Herstellung des Steins der Weisen: Solve et coagula, mit den Etappen der purificatio, der separatio und der conjunctio, die schließlich zur materia prima führen. Auf den Bereich der Moral übertragen, entspricht dies der mystischen Abfolge der via purgativa, der via illuminativa und der via unitiva. Von 1912 an findet man dieses Schema in Keimform in den Fragmenten zur Fortsetzung des Andreas-Projekts. Wäre es erzählerisch umgesetzt worden, hätte es das ursprüngliche Projekt eines Bildungsromans spürbar verändert, um es womöglich durch die Form eines Initiationsromans zu ersetzten [sic!]. Das Quartett Maria-Mariquita – Andreas-Sacramozo hätte sich dann nach dem Modell der Wahlverwandtschaften und unter der Führung des Maltesers – des alchemistisch-mystagogischen Erziehers – weiterentwickelt.“
Weitere, oft erwähnte Einflüsse kommen von Georg Büchners Lenz: „Zustände, die an den wahnbefangenen Lenz von Georg Büchner gemahnen, ergreifen den seines Selbst Ungewissen: ‚alles wie zerstückt: das Dunkel und Licht, die Gesichter und die Hände … ihm war wie einem Träumenden, der aus dem Traum spricht... Er wußte nicht, auf was er wartete. Und wußte es doch ...‘“ Der Einfluss von Büchners Lenz wird meist in der in der Kärntner Bergwelt spielenden Episode festgestellt. Ebenfalls an Lenz, aber auch an den Anton Reiser angelehnt ist Hofmannsthals oft gebrauchte Wendung „ihm war (als)“ zur Darstellung psychischen Erlebens bei Andreas.
Auf eine geradezu exotische literarische Quelle für die Figur der Maria/Mariquita hat Günter Schnitzler aufmerksam gemacht: Charles Sealsfields in Mexiko spielender Abenteuerroman Süden und Norden, in dem eine junge, außerordentlich schöne Frau eine wichtige Rolle spielt. „Bereits beim ersten Auftreten der Mariquita in Sealsfields Roman deutet sich jene innere Zerrissenheit an, die später zur vollständigen Dissoziation der Gestalt führen wird: Sie erscheint von Anfang an als naturhaftes unschuldiges Wesen, das gleichzeitig geradezu ›teuflisch‹ erotische Kräfte in sich birgt […] In ihr kämpfen die beiden gegensätzlichen Ichmöglichkeiten, die Hetäre gegen die Heilige […].“ Und: „Fortwährend wechselt der Name des Mädchens zwischen Maria und Mariquita, wodurch Sealsfield andeutet, welche Seite in jenem Kampfe im Ich der Gestalt gerade die Oberhand gewonnen hat.“ Die Bedeutung der psychologischen Studie von Morton Prince, auf die Richard Alewyn hingewiesen hat, wird dadurch nicht geschmälert, was auch Schnitzler anerkennt. Hofmannsthal ist im Februar 1907 von Marie von Thurn und Taxis auf die Studie aufmerksam gemacht worden und hat das Buch sofort gelesen und „davon ganz unberechenbare Anregungen gehabt“, wie er ihr am 11. April 1907 schreibt.
Und damit liegt neben exotischen literarischen auch noch eine wissenschaftliche Quelle für diese so eigenartige Doppelgestalt Maria/Mariquita vor. Denn in seiner Studie behandelt der Psychologe Prince die Krankengeschichte einer „Miss Beauchamp“, die bei ihm in Behandlung war, und die sich im Laufe der Zeit in mehrere Persönlichkeiten aufspaltete, die sich in Charakter und Gewohnheiten deutlich unterschieden. Prince bezeichnete sie als B I, B II und so weiter. „Jede dieser Persönlichkeiten führte auch außerhalb des Sprechzimmers nach Möglichkeit ihr selbständiges Leben, beschränkt lediglich durch den Umstand, daß sie den materiellen Rahmen ihres Daseins und vor allem ihren Körper mit dessen Mitbewohnerinnen zu teilen hatte […]. Wie und wann diese Personen einander ablösten, war durchaus unberechenbar.“ Hofmannsthals Exemplar dieser Studie, das erhalten ist, weist zahlreiche Notizen am Rand und auf dem Vorsatzblatt auf. Diese Notizen sind durch die Lektüre angeregt und beziehen sich inhaltlich direkt auf den Andreas. Es ist offensichtlich, dass Hofmannsthal für die Figur der Maria/Mariquita auf die Eigenschaften von B I und B III abgestellt hat.
Lange Zeit ist die gattungsmäßige Identifikation des Andreas-Komplexes als Roman-Fragment nie in Frage gestellt worden. Demgegenüber weist Inka Mülder-Bach (2018) auf die Offenheit und Unbestimmtheit des Werkes in dieser Hinsicht hin: Einerseits fehlen in Hofmannsthals frühen Aufzeichnungen eindeutige Festlegungen als Roman. Andererseits scheinen die beiden Handlungsorte des Hauptentwurfs zwei unterschiedliche Gattungen zu ihrer Gestaltung nahezulegen. Der Kärntner Teil mit seiner Reise- und Ritterthematik und mit einer Figur, die den bedeutsamen Namen Romana trägt, zeigt viel mehr eine epische Signatur, während der venezianische mit seinem Maskentreiben, seinen Verwechslungen und nicht zuletzt mit der physischen und personellen Nähe zum Theater viel eher nach einer komödiantischen Charakteristik tendiert. Alexander Honold (2024) spricht im Hinblick auf diese Ambiguität von „einer amphibischen Zwischenlage“ „zwischen szenischen und narrativen Aggregatzuständen.“

### Ich-Konstitution und Figurenkonstellation
Andreas wird als ein im tiefsten unsicherer und sich seiner selbst nicht gewisser Mensch gezeichnet. Das zeigt sich schon im ersten Gespräch nach seiner Ankunft in Venedig. Er weiß nicht, wohin er sich wenden kann und spricht deshalb einen zufällig des Weges kommenden Herrn an. Doch kaum hat er etwas gesagt, möchte er es wieder zurücknehmen: „er sagte schnell daß er ein Fremder sei, eben angekommen aus Wien von Villach in Kärnten und über Görz; sogleich erschien es ihm weitschweifig u. ungeschickt daß er die Stationen genannt hatte, er wurde verlegen und verwirrte sich im italienisch Reden […] Andres sah daß der höfliche Herr unter dem Mantel im bloßen Hemde war, darunter nur herabhängende Kniestrümpfe die die halben Waden bloß ließen und Schuhe ohne Schnallen. Schnell bat er den Herrn doch ja bei der kalten Morgenluft sich nicht aufzuhalten und seinen Weg nachhause fortzusetzen, er werde schon jemanden finden, der ihn nach einem logierhaus weise oder zu einem Wohnungsvermieter. […] Andres war verlegen im Gedanken daß der andere nun wisse, er habe sein sonderbares negligé gesehen durch die alberne Bemerkung von der kalten Morgenluft und vor Verlegenheit wurde ihm ganz heiß“. (SW XXX, S. 40f)
Die Verunsicherung des Protagonisten bleibt aber nicht auf solche relativ äußerliche und episodische Begebenheiten begrenzt, sondern greift auf tiefere, ja existenzielle Schichten über. Am Morgen nach dem sadistischen Mordversuch und der anschließenden Flucht seines Dieners Gotthelff empfindet Andreas die „Schmach, wie er jetzt dastünd vor den Bauersleuten, denen er dies scheußliche Gräul ins Haus gebracht hatte. Das Sprichwort wie der Herr so der Knecht fiel ihm ein und blitzschnell die Umkehrung“. (SW XXX, S. 67) Am Abend dann hat Andreas einen Traum, in dem er eine verstörende Begegnung mit Romana erlebt: „Er war dicht bei ihr und fühlte sie hielt ihn für den bösen Gotthelf – und doch wieder nicht für den Gotthelf. Ganz sicher war auch ihm nicht wer er war“. (SW XXX, S. 73) In beiden Fällen findet eine mindestens partielle Identifizierung mit der das Böse repräsentierenden Figur statt. Andreas grenzt sich nicht mehr zuverlässig von Gotthelff ab. „Im Rahmen seines Bewusstseins kann er sich deutlich von Gotthelff unterscheiden. In Traum und Trance jedoch, also in Zuständen, in denen das Unbewusste zum Ausdruck kommt, ist Andreas offen für die perversen Impulse seines Gegenübers, ja in diesen Zuständen figuriert Gotthelff als sein Unbewusstes.“
Als Ursache für Andreas’ Persönlichkeitspaltung spielen zwei sexuell konnotierte, traumatische Erlebnisse in der Kindheit eine Rolle. In einem Traum erlebt er diese verstörenden Erfahrungen nach: „Ein Blick den er als Knabe gefürchtet hatte wie keinen zweiten, der Blick seines ersten Katecheten, schoß durch ihn hindurch und die gefürchtete kleine feiste Hand faßte ihn an, das widerwärtige Gesicht eines Knaben der ihm in dämmernder Abendstunde auf der Hintertreppe erzählt hatte was er nicht hören wollte preßte sich gegen seine Wange.“ (SW XXX, S. 64) Hofmannsthal bewegt sich mit solchen Darstellungen und Analysen durchaus auf dem Boden der zeitgenössischen Psychologie von Freud und Breuer.
Dabei ist ja Andreas nicht die einzige Gestalt des Romans, die Züge der Gespaltenheit zeigt. Am offensichtlichsten ist diese Erscheinung bei Maria/Mariquita. (Auch hier übrigens offenbar aufgrund eines sexuellen Traumas, wie die Andeutungen in den Notizen vermuten lassen.) Aber auch Sacramozo weist Züge der Gespaltenheit auf, und selbst Romana, eine Gestalt, die auf den ersten Blick völlig in sich zu ruhen scheint, ist nicht simple Ganzheit. „Ja, es scheint, als ob alle Figuren in die […] pathologischen Prozesse einbezogen würden und damit ein riesiges dynamisches Netzwerk von miteinander über das Unbewusste verbundenen, in dieser Verbindung aber gespalten agierenden Persönlichkeiten darstellten.“ Demgemäß bezieht sich der Ausdruck „Die Vereinigten“, wie sich Hofmannsthal notiert, nicht nur auf ein Liebespaar, das sich finden soll, sondern auch auf jede einzelne Person: „Die Vereinigten – auch auf die Subiecte selbst bezogen: Andreas – Maria – der Malteser für jeden geht es um das Eins-werden mit sich selber.“ (SW XXX, S. 119)
Die Tatsache, dass sich die Gespaltenheit auf so viele, und von den relevanten Personen eigentlich auf alle bezieht, muss in ihrer strukturellen Relevanz gewürdigt werden: „Das Thema der Doppelung und Spaltung der Persönlichkeit ist in Andreas weit mehr als nur eine Episode. Da die Verdoppelung alle Figuren des Romans betrifft, kann man hierin die Struktur des Textes selbst erkennen.“
Die Spaltung und Verdoppelung der Figuren steht in Verbindung mit einem andern wichtigen Strukturelement des Romans: der Konfiguration. „Analog zu den Figuren auf dem Schachbrett sind ›Ich‹ und ›Selbst‹ höchst prekäre und vor allem relative, nämlich vielseitig abhängige Größen, deren ›Wert‹ sich ausschließlich nach dem ›Wert‹ ihrer Nebenfiguren bemißt. Keine Figur ist isoliert, keine ungeteilt bei sich selbst: Aus diesem Grunde steht Hofmannsthals Kunst der Konfiguration mit dem […] Themenkomplex der Subjekt- oder Ich-Spaltung in einem direkten Zusammenhang.“ Dabei muss man nicht bloß an die Zweiergruppen Andreas/Gotthelff und Maria/Mariquita denken. Vielmehr lassen sich drei Quartette identifizieren, die jeweils ein ausgeglichenes Geschlechterverhältnis beinhalten, wobei immer Andreas den einen Pol ausmacht. Das erste in Kärnten mit Andreas, Gotthelff, Romana und der Magd; das zweite in Venedig im Umkreis der Familie Prampero mit Andreas, Zorzi, Zustina und Nina; und das dritte, ebenfalls in Venedig, im Umkreis des Maltesers mit Andreas, Sacramozo, Maria und Mariquita.
Besonders das letzte Quartett hätte für die Auflösung des Plots womöglich eine zentrale Funktion gehabt, wie Notizen Hofmannsthals zeigen. Demnach würde der Malteser in einem rituellen Rahmen eine Vereinigung von Maria mit Andreas herbeiführen, die sowohl die Spaltung Maria/Mariquitas wie auch die Andreas’ heilen würde. Für den Malteser wäre das der Verzicht auf seine Beziehung zu Maria, die er allenfalls im Jenseits wieder zu sehen glaubt; und Andreas würde gewissermaßen als sein Stellvertreter handeln:
Das Fest. eine feierlich symbolische Veranstaltung. Andreas’ Einweihung. Es bleibt geheim in welcher Gestalt Sacramozo selbst an dem Feste teilgenommen habe. […]
Mittelpunkt des Festes eine Art Begegnung von MI u. MII oder Transmutation von MI die im magnetischen Schlaf herbeigebracht wird: es geht schlimm aus. (SW XXX, S. 146)
und:
Der Malteser gross in seinem allseitigen Unterliegen – ein Wesen das um sein Schicksal ringt: er findet in Andres Vereinigung mit der verwandelten Maria alles in einem: Glaube, Liebe, Erfüllung.
es bleibt ungewiss ob er sich selbst tödtet oder verreist (SW XXX, S. 149)
Richard Alewyn sieht darin die Möglichkeit für einen erfolgreichen Ausgang des Romans im Sinne dessen, was sich Hofmannsthal vorgenommen hatte und an dem er offenbar bis zuletzt festgehalten hat, wie das am 12. November 1927 notierte „Grundmotiv“ zeigt: „Die eigentliche anzustrebende Vereinigung ist die von Andreas u. Romana.“ (SW XXX, S. 217). Bei Richard Alewyn liest sich das so: „Mit der gegenseitigen Verwandlung haben Andreas und Maria ihre Aufgabe aneinander erfüllt und damit trennen sich ihre Wege. Die ‚ganze‘ Maria ist nun frei für die Vereinigung mit Gott […], der ‚ganze‘ Andreas ist reif für die Vereinigung mit Romana. Seine Lehrjahre sind beendet.“
Spätere Interpreten dagegen gehen mehrheitlich von der prinzipiellen Unlösbarkeit des Problems aus. So etwa Maximilian Bergengruen (2010): „Die Handlungen der unbewussten Persönlichkeitsteile (in und außerhalb der jeweiligen Figuren), so soll gezeigt werden, sind durch Sadismus, Masochismus und Fetischismus motiviert. Eine medizinische oder metaphysische Heilung des/der Menschen von dieser spezifischen Form der Dissoziation, womöglich ein Zurück zu einem »real self« jenseits aller Spaltungen, wie es der von Hofmannsthal rezipierte Psychiater Morton Prince anstrebt, bieten die Fragmente nicht an. Vielmehr bringen sie emphatisch die (in die Gegenrichtung zielende) Vorstellung zum Ausdruck, dass der Mensch, wenn er sich all diesen Spaltungen rückhaltlos in einer ›Ent-Aneignung‹ (Derrida) anheimgibt, so etwas wie ein multiples oder universales Selbst erhalten kann.“
Damit setzt sich die in der Ausgangslage des Romans angelegte Spaltung der Persönlichkeit durch, entsprechend dem berühmten Zitat von Ernst Mach: „Das Ich ist unrettbar.“

### Ort und Zeit der Handlung
Unter der Kapitelüberschrift „I. Die Ankunft.“ lautet der Anfang des Hauptentwurfs:

„»Das geht gut«, dachte der junge Herr Andres von Ferschengelder, als der Barkenführer ihm am 7ten Sept. 1778 seinen Koffer auf die Steintreppe gestellt hatte und wieder abstieß, »das wird gut, läßt mich da stehen mir nichts dir nichts, einen Wagen gibts nicht in Venedig, das weiß ich, ein Träger, wie käme da einer her, es ist ein öder Winkel, wo sich die Füchse einander gute Nacht sagen. Als ließe man einen um 6h früh auf der Rossauerlände oder unter den Weißgärbern aus der Fahrpost aussteigen, der sich in Wien nicht auskennt. […]«“

Der Text beginnt mit genauen Angaben von Ort und Zeit, beste Voraussetzungen also, könnte man meinen, um die Handlung auf gesicherter Basis beginnen zu lassen. Und doch ist der Protagonist schon mit den ersten Worten völlig verloren: Der Ort ist ein Unort, die Zeit eine Unzeit und die Sprache ist ein uneigentliches Sprechen, denn dass es eben gerade nicht gut geht, ist die Erkenntnis, die dem jungen Herrn dämmert, als er sich über seine Lage Rechenschaft zu geben versucht. Ausgesetzt auf einer Steintreppe, findet sich Andreas wie ein „zum zweiten Male auf die Welt Gekommener“, angespült vom Wasser und auf unsicherem Grund gestrandet.
Denn nicht nur ist Andreas an einem verlassenen Platz angekommen („wo sich die Füchse einander gute Nacht sagen“), sondern vor allem ist er in Venedig angekommen, der auf Pfählen ins Wasser gebauten Stadt, der Stadt, die nicht nur physisch auf unsicherem Boden steht, sondern auch wirtschaftlich und moralisch nach einem langen Niedergang etwa so abgebrannt war wie der unfreiwillige Abenteurer, dem in Kärnten mehr als das halbe Reisegeld abhanden gekommen war, und etwa so abgebrannt, wie der „bis aufs Hemd“ ausgezogene Spielsüchtige, der ihm in diesem „öden Winkel“ als erster begegnen wird.
Dass Venedig, die Stadt der Masken, des Theaters (z. B. von Carlo Goldoni), der Abenteuer (man denke an Giacomo Casanova), die sich in einem labyrinthischen Gassengewirr verliert – dass diese Stadt sich als Handlungsort für einen Roman wie den von Hofmannsthal geplanten in geradezu idealer Weise eignet, ist immer wieder festgestellt worden:
Richard Alewyn (1955): „Nur in der Phosphoreszenz und Transparenz der Atmosphäre Venedigs, wo jede Kontur zu verschwimmen und jeder Körper sich zu verflüchtigen scheint, wo zwischen Sein und Schein, zwischen Wesen und Maske die Grenze aufgehoben, wo schon das Nächste ungreifbar und noch das Abenteuerlichste wie alltäglich erscheint, nur hier konnte die fragwürdige Zweideutigkeit eines solchen Doppelwesens [Maria/Mariquita] glaubhaft werden [...].“
Jacques Le Rider (1995): „Doch Venedig entpuppt sich bei Hofmannsthal wie in den Memoiren Casanovas oder in Thomas Manns Tod in Venedig als ein Ort des Selbstverlusts, als Labyrinth, in dem sich Andreas verirrt, so daß der Bildungsroman in Wirklichkeit vom Zusammenbruch einer fragilen, stets von psychopathologischen Dissoziationsphänomenen bedrohten Persönlichkeit erzählt.“
Joachim Seng (2003): „Schon auf der ersten Seite des Hauptentwurfs bringt Hofmannsthal die innere Zerrissenheit Andreas’ und die Unsicherheit der Situation auf wunderbare Weise zum Ausdruck. Andreas betritt den schwankenden Boden Venedigs, jener Stadt der Masken, in der es keinen festen Boden unter den Füßen gibt: [...]“
Weniger Einigkeit besteht hinsichtlich der Würdigung des Kärntner Schauplatzes. Auf den ersten Blick scheint der Finazzerhof das direkte Gegenteil zum städtischen Milieu der Lagunenstadt darzustellen: „In Venedig sucht jeder etwas vorzustellen, was er nicht ist, in Kärnten ist jeder, was er vorstellt. Der bäuerliche Bereich des Finazzerhofes zeigt in seinem unverstellten Dasein menschlichen Adel; der Adel Venedigs verrät in seiner Fassadenhaftigkeit das Herabgekommene von Abenteurern und Spielern. In Kärnten lebt man im Bewußtsein der Herkunft auf unantastbarem Grund; die Wasserstadt Venedig beherbergt das Ausschweifende und Wurzellose.“ Von gewissen Interpreten wurde der Finazzerhof geradezu als Heile Welt verstanden: „So ist der Finazzerhof ein sakraler Raum, ein wahres Eiland des Guten.“ Doch auf den zweiten Blick zeigen sich Risse in der schönen Fassade: Seit Generationen wird innerhalb der Verwandtschaft geheiratet; es herrschen inzestuöse Verhältnisse, was erklären mag, dass sechs von Romanas Geschwistern schon als kleine Kinder gestorben sind. Der Tod ist auf dem Finazzerhof omnipräsent und es ist nicht ohne Bedeutung, wenn es heißt: „Romana ging zwischen den Gräbern um wie zu Hause“. (SW XXX, S. 55) Demgemäß schreibt Jacques Le Rider: „Viele Interpretationen des Andreas stellen die verderbte Welt Venedigs dem tugendhaften Mikrokosmos von Castell Finazzer gegenüber. Diese Opposition ist zweifellos erkünstelt. Auch das Kärntner Paradies wird von einer geheimen inneren Fäulnis angegriffen.“ Schon David H. Miles hatte festgestellt, dass der Finazzerhof keineswegs die Verkörperung eines Paradieses auf Erden ist. Und damit ist Romana auch nicht einfach die Reine, Unschuldige, wie es Richard Alewyn sah und wie es Karl Gautschi so oft betont hat, sondern ein Wesen, das seine eigene Ambivalenz in sich hat, wie es Waltraud Wiethölter festgehalten hat: „Was aber Romana betrifft, so sagt es der Traum [bei SW XXX, S. 72f] unmißverständlich: »So eine« sei sie: »Nein so eine«, einmal ganz Hingabe und Verlockung, dann wieder kompromißlose Abwehr, die den Träumer in die Flucht schlägt. Das heißt mit anderen Worten, daß sie beides zugleich, daß sie – in den Modebegriffen der Zeitgenossen – Jungfrau und Dirne, Heilige und Hure ist und daß die Magd, das von Gotthelff so genannte »prächtige[] Mensch« (SW XXX, S. 60), bei aller äußerlichen Differenz gleichwohl eine nicht zu unterschätzende Dimension ihres Wesens vertritt und als Abspaltung Romanas zu einer eigenständigen Figur entwickelt im bevorstehenden Spiel à quatre durchaus einen begründeten, von langer Hand vorbereiteten Part übernimmt.“
So bilden Venedig und Kärnten zwei komplementäre Schauplätze, die trotz ihrer vordergründigen Differenz beide der inneren Zerrissenheit des Protagonisten entsprechen.
Wenn die Thematik des geplanten Romans, die Zerrissenheit des Ich, ein charakteristisches Problem für die Zeit Hofmannsthals war, so stellt sich die Frage, warum die Handlung nicht in Hofmannsthals Gegenwart, also an der Wende vom 19. ins 20. Jahrhundert spielen sollte, sondern um mehr als 100 Jahre in die Vergangenheit zurück verlegt wurde. Eine Rolle dürfte dabei gespielt haben, dass die Thematik einerseits eine große autobiographische Nähe zu Hofmannsthal aufwies („Die Figur des Andreas ist ein kritisches Selbstporträt des Autors als junger Mann.“) und dass Hofmannsthal andererseits nicht zu viel, am liebsten gar nichts von sich selber preisgeben wollte, eine Haltung, für die Hermann Broch den Ausdruck „Ich-Verschweigung“ verwendet. Man kann verstehen, dass die historische Rückverlegung des Geschehens dem Autor die willkommene Gelegenheit bot, eine Thematik, zu der eine enge persönliche Beziehung bestand, mit Diskretion und Distanz zu behandeln.
Das ausgehende 18. Jahrhundert hatte für Hofmannsthal generell eine große Bedeutung, und es ist nicht verwunderlich, dass er sich gerade diese Zeit für die Handlung seines geplanten Romans ausgesucht hat. So schreibt Felix Salten: „September 1778. Hofmannsthal hat hier ein Zeitalter gewählt, das ihn stets verführerisch lockte, eine Sphäre, der sein Wesen von Jugend an mit entfachten Trieben entgegen eilte. Achtzehntes Jahrhundert. Venedig. Goldschimmernde Luft der unwirklichen Wirklichkeit, Schauplatz ohne Grenzen, den die Phantasie in allen Höhen und Abgründen durchjagen darf.“ Es ist also gerade diese Zeit des Giacomo Casanova und des Carlo Goldoni, in der sich die Atmosphäre und das Ambiente Venedigs für Hofmannsthals Vorhaben am besten zu eignen scheint. Kommt dazu, dass die Figur des Andreas mit dieser historischen Situierung ein Zeitgenosse des Personals aus Goethes Wilhelm Meister und Schillers Geisterseher wird, der beiden Werke, die entscheidenden Einfluss auf Hofmannsthals Konzeption hatten. Und eine weitere Koinzidenz ist zu erwähnen: 1778 ist das Jahr, „in dem sich die später von Büchner geschilderte Episode im Leben von Lenz ereignete“, was bei den bekannten Anleihen, die Hofmannsthal bei Georg Büchners Lenz machte, kaum zufällig sein dürfte.
Sind es in Venedig Goldoni und Casanova, in der deutschen Literatur Goethe und Schiller, die das kollektive Bewusstsein in der Zeit der Handlung bestimmen, so ist es in Wien die Kaiserin Maria Theresia, die der Atmosphäre ihren Stempel aufdrückt, eine Figur, die für Hofmannsthal – und nicht nur für ihn – eine entscheidende Größe der österreichischen Geschichte war. Es ist auffällig, wie oft Hofmannsthal ihren Namen im Umfeld des Andreas-Romans erwähnt. Schon ganz zu Beginn des Hauptentwurfs, als sich Andreas dem ersten Menschen, den er in Venedig trifft, als von Wien kommend zu erkennen gibt, spricht ihn dieser als „Untertan der Kaiserin u. Königin Maria Theresia“ (SW XXX, S. 41) an. Am 18. September 1917 teilt Hofmannsthal Rudolf Pannwitz mit: „Der Roman spielt, obwohl scheinbar rein privates Schicksal, im Todesjahr Maria Theresias.“ (SW XXX, S. 310) Auch in den Notizen erscheint ihr Name mehrfach. Hofmannsthal schließt damit an eine Symbolgestalt der „Austriazität“ an, die noch in seiner Gegenwart eine geheimnisvolle Strahlkraft hatte. Ganz offensichtlich wollte Hofmannsthal seinen Roman in einer Art goldenem Zeitalter der österreichischen Geschichte spielen lassen.
Die Bedeutung der Gestalt Maria Theresias zeigt sich paradoxerweise auch gerade in einer Notiz, die Hofmannsthal um oder nach 1925 verfasste, als er die Handlung in die Zeit Metternichs zu verlegen gedachte. Auch hier noch erscheint ihre Figur als Repräsentantin einer besseren Zeit, wenn sich Hofmannsthal notiert:
 Das Dumpfe auch im Verhältnis zur Obrigkeit u. zum Staat.

(Sehnsüchtiges Zurückdenken an Maria Theresia.)

 Die Unmöglichkeit vom einmal Gegebenen loszukommen 

(Metternich’s System als Alpdruck)

### Mystik und Magie, Rosenkreuzer und Alchemisten: Sacramozo und die Allomatik
Hofmannsthal verwendet in Ad me ipsum den Begriff des „Allomatischen“, um wesentliche Inhalte seiner beiden Opern Ariadne auf Naxos und Die Frau ohne Schatten zu charakterisieren: „Die gegenseitige Verwandlung. […] Das allomatische Element.“ liest man da. (SW XXXVII, S. 138)
Der gleiche Begriff findet sich auch in den Notizen zum Andreas. Manfred Pape hat das Werk identifiziert, dem Hofmannsthal diesen Begriff entnommen hat: Es ist „ein kurioses Buch von Ferdinand Maack mit dem Titel Zweimal gestorben.“ Dieses Buch enthält unter anderem „Gedanken über den Fortbestand der aus der alchemistischen Überlieferung hervorgegangenen Rosenkreuzertradition“. In den Notizen zum Andreas finden sich zahlreiche weitere Zitate aus dem Maackschen Werk, die alle der Figur des Sacramozo zuzuordnen sind und ihn als Adepten einer rosenkreuzerisch-alchemistischen Geheimlehre charakterisieren. Alchemie ist in dem Zusammenhang nicht als Bestrebung zu verstehen, aus unedlen Materialen Edelmetalle zu gewinnen, sondern als Vervollkommnung des Menschen. „Das Ergon, sagt die Fama, ist die Heiligung des inneren Menschen, die Goldmachekunst ist das Parergon“ notiert sich Hofmannsthal (SW XXX, S. 102), wobei sich „Fama“ auf eine alte Publikation bezieht, nämlich auf die dem Johannes Valentinus Andreae zugeschriebene Rosenkreuzerschrift Fama fraternitatis oder Entdeckung der Brüderschaft deß hochlöblichen Ordens deß Rosen Creuzes, erstmals gedruckt 1615 in Kassel.
„Das allomatische Rosenkreuzerprinzip entwickelt Maack […] aus der durch die Alchemie geprägten Anschauung vom gesetzmäßigen Zusammenhang und der gegenseitigen Abhängigkeit aller Dinge im Kosmos.“ Dieser Zusammenhang erscheint in der hermetischen Literatur als „Aurea Catena Homeri“ (goldenen Kette Homers) oder als „Annulus Platonis“ (Ring des Plato). Beide Ausdrücke hat Hofmannsthal in Sacramozo betreffenden Notizen festgehalten (SW XXX, S. 103 und 107). In Hofmannsthals Konzept der Figurenkonstellation, das die wichtigsten Handlungsträger zueinander in ergänzende und bedingende Beziehung setzt, erscheint das „allomatische Rosenkreuzerprinzip“ als der passende metaphysische Überbau. Das „Solve et coagula“ (SW XXX, S. 102) der Alchemie ist wie gemacht für dissoziierte Persönlichkeiten, die vereinigt werden sollen. In diesem Konzept ist Sacramozo mit seinem Geheimwissen ausersehen, die Lösung für alle vier involvierten Hauptgestalten (Andreas, Maria, Mariquita und ihn selber) herbeizuführen. In den Notizen versucht er dies mit dem erwähnten rituellen Fest, das aber „schlimm“ ausgeht (SW XXX, S. 147).
Waltraud Wiethölter hat den Versuch unternommen, die Zusammenhänge im Detail nachzuzeichnen. Sacramozo ist „innerhalb des venezianischen Aktionskreises“ die „Schlüsselfigur“ für diesen Teil der Handlung und hat „mit dem Ausgang des Geschehens“ und somit auch „mit dem Abbruch des Romanprojekts nicht eben wenig zu tun.“ Von allen involvierten Gestalten ist er „fraglos die komplizierteste, die vielseitigste und die widersprüchlichste“, einer, den man am besten als „Anhänger eines wiederbelebten magischen Idealismus“ charakterisieren könnte.
In dem Beziehungsgeflecht mit Andreas und Maria/Mariquita erscheint Sacramozo „in der Rolle des fürsorglichen Lebenspartners, der das Recht auf lntimitäten nicht in Anspruch nimmt und sich mit einem Adoptivsohn zufriedengibt. Maria ist die dem Himmel mehr als der Erde zugewandte und auf dem Wege der Enthaltsamkeit um eine neue Form der Jungfräulichkeit ringende Mutter und Andreas schließlich der Sohn, auf dem die Hoffnungen des Vaters ruhen, weil er im Gegensatz zu Maria von diesem tatsächlich etwas will und erwartet.“ Doch ist „auch der Malteserritter […] erlösungsbedürftig, ja sogar erlösungssüchtig auf eine Weise, die seine geistig-distanzierte Haltung, die vornehme Diskretion seiner Auftritte nachgerade zu untergraben droht.“ Sein Verhältnis zu Maria, in dem „Sacramozo zwar freiwillig, aber wohl doch in falscher Selbstverleugnung den dienenden Part übernommen hat“, gestaltet sich „konfliktträchtig“. In Hofmannsthals Notizen ist von einem „rasende[n] Zorn der Impotenz“ und als „Dero Hochunvermögen“ die Rede. (SW XXX, S. 99) Bei allem Moralismus ist „Sacramozo, der Philosoph und Pädagoge“ aber „mit einem gewichtigen Teil seiner Persönlichkeit durchaus der Mann, die Rolle eines Gotthelff oder Zorzi auszufüllen.“ Wie (fast) alle Figuren in diesem Ensemble ist also auch er eine gespaltene Persönlichkeit mit positiven und negativen Seiten.
Dieser „Alchimist und Mystagoge“, der „zwar selbst kein dogmatischer Rosenkreuzer, aber ein Sympathisant und Vertreter der einschlägigen Geheimlehren“ ist, will nun also „mit Andreas und Maria das Werk der Wandlung vollbringen“. „Durch die Vereinigung aller hofft er, seine eigene Zerrissenheit zu überwinden und mit sich eins zu werden; eins geworden, glaubt er, zur Selbsterkenntnis und zur Erkenntnis des Lebens vorzudringen“. Dass er gerade vierzig Jahre alt ist, „erscheint ihm Erfolgsgarantie genug, läßt sich doch diese Zahl im Sinne der hermetischen Symbolik optimal aufschlüsseln.“ Die Zahl verbindet „Christologisches und Alchimistisches“: „[…] Vierzig Tage hat Christus in der Wüste gefastet, und vierzig Tage braucht das ›Werk‹, bis es nach den Regeln der hohen Kunst vollendet ist.“
Dass das Vorhaben trotzdem „schlimm“ ausgeht, sieht Wiethölter vor allem darin begründet, dass Sacramozo den „Generationenvertrag“ bricht, „mit dem das Romanprojekt ursprünglich angetreten ist und bis in die alchimistisch-naturphilosophischen Passagen hinein argumentiert hat. Statt das Leben in seinem allgemeinsten Sinne weiterzutragen, soll Andreas das besondere Leben des Malteserritters Sacramozo noch einmal und womöglich besser leben, soll durch Verdoppelung Wiedergutmachung leisten und sich im übrigen endgültig – das ist die bittere Konsequenz – mit der Rolle eines Mediums und Repetitors zufriedengeben.“
Wiethölter sieht darin auch einen Grund für das Scheitern des Romanprojekts: „Denn außer Frage steht, daß sich mit dem Malteser diejenige Figur, die das Geschehen hätte voranbringen und zu einem glücklichen Abschluß führen sollen, ihrem Auftrag entzogen und aus der zugrundegelegten Konstruktion herausgedreht hat. Die zentrale Schaltstelle bleibt in der Folge vakant, und das Gesetz, unter dem Sacramozo an seine Aufgabe herangetreten ist, besitzt keine Verbindlichkeit mehr.“ Die mystisch-magische Komponente hat darüber hinaus auch formale Konsequenzen, insofern die Form des Bildungsromans im herkömmlichen Sinn ein realistisches Konzept voraussetzt, das durch den Einbezug alchemistischer Operationen transzendiert würde. So hält denn Wiethölter fest: „Auf der Strecke bleibt der Bildungsroman mit seinen analytischen Qualitäten, dem Anspruch auf rationale Folgerichtigkeit und Plausibilität“.
Da sich die Analyse des ganzen esoterischen Komplexes bloß auf Notizen abstützen kann, haftet der Interpretation immer etwas Unsicheres an. Die Konsequenz, mit der Wiethölter diese Analyse trotzdem verfolgt, ist deshalb nicht ohne Widerspruch geblieben. Kathrin Scheffer etwa verweist darauf, dass es zu „unhaltbaren Rückschlüssen“ führt, wenn man die Notizen dem „abgeschlossenen Textteil“ als gleichwertig ansieht.
Auch andere Interpreten haben dem alchemistisch-mystisch-magischen Komplex besondere Aufmerksamkeit geschenkt. Auf die Folgen, die eine Anwendung des alchemistischen Schemas auf die Form des Werks gehabt hätte, hat Jacques Le Rider hingewiesen, wie bereits oben dargelegt wurde.
Maximilian Bergengruen zieht unter der Leitidee des überindividuellen Unbewussten eine Linie von der Alchemie bei Paracelsus und den Rosenkreuzern über die Mystik des Novalis und den Magnetismus von Franz Anton Mesmer bis zu der Psychologie von Jean-Martin Charcot und Pierre Janet, bei denen „die Hypnose mit der Hysterie strukturell identisch“ ist, zu Morton Prince, wo die eine Teilpersönlichkeit die andere ebenso beeinflussen kann, wie Prince selber es in therapeutischer Absicht tut. Hier fällt dann zwar die Idee eines überindividuellen Unbewussten weg, nicht aber die eines magnetischen Schlafes (SW XXX, 146) in der Form der Hypnose.

### Symbolik und Psychologie
Das Textkorpus des Andreas weist eine große Zahl an Symbolen auf. Es ist ein Charakteristikum des Hauptentwurfs, dass fast alles, was erwähnt wird, nicht nur eine wörtliche Bedeutung hat, sondern auf einer tieferen Ebene an weitere Bedeutungsschichten rührt. Das beginnt z. B. schon in der Herberge in Villach, die den Namen „Schwert“ trägt, was als Phallussymbol gedeutet werden kann, gleichzeitig aber auch als Symbol des Gerichts. Die Symbolik der Handlungsorte – der Kärntner Finazzerhof und die Stadt Venedig – wurde bereits beleuchtet. Eine ganze Gruppe von Symbolen bilden die Tiere, die im Andreas zitiert werden, sei es dass sie im Erleben, in der Erinnerung oder in Träumen des Protagonisten ihre Rolle spielen. Die Vielfalt der auftretenden Tiere ist erstaunlich: Pferd, Hund, Katze, Adler, Geißen, Schwalbe, Schlange, Papagei, Reh, Delphin und Eichhörnchen ziehen sich durch den Hauptentwurf – und in einer Notiz (SW XXX, S. 10) darf sogar das Einhorn noch seine Aufwartung machen, ein Tier, dessen symbolische Bedeutung die praktische bei weitem übersteigt. Es hieße, die Komplexität der Tiersymbolik unterschätzen, wollte man sich damit begnügen, jedes Tier einzeln in seinem symbolischen Gehalt verstehen zu wollen. Vielmehr stehen sie auch untereinander in Beziehung, so dass die Figurenkonstellation ergänzt und unterlegt wird mit einer symbolischen Konstellation von Tieren. Die Tiersymbolik wird zu einem Strukturelement des Textes.
Die Bedeutung der Tiersymbolik für wesentliche Aspekte des Romangeschehens und für die Struktur im ausgearbeiteten Teil überhaupt ist verschiedentlich gesehen worden:
David H. Miles analysiert die Tiersymbolik im Zusammenhang mit dem, was er als mythische Substruktur des Romangeschehens identifiziert. Nach ihm hat das Mythische bei Hofmannsthal die Form einer geglaubten Fiktion, die wir mit der Intensität eines erlebten Ereignisses erfahren, es setzt einen dynamischen Ausgleich von Gegensätzen voraus und es unterliegt meist einem Hell/Dunkel-Kontrast. Vor diesem Hintergrund arbeitet er nun drei Tiersymbole oder Bilder heraus, die in der Finazzer-Episode ihre Bedeutung zeigen: Pferd, Vogel und Hund. Im Einzelnen stehen sie für Sexualität, Schuld und erotisches Begehren (Pferd – der Bereich von Gotthelff), für den Geist und die Welt des Lichts (Vogel – Romana) und schließlich für die Transzendierung der Polaritäten von Pferd und Vogel (Hund – verbunden sowohl mit Gotthelff als auch mit Romana).
Die Symbolik des Pferdes nimmt ihren verhängnisvollen Lauf schon in Villach, wo ein „munteres Pferdchen“ (SW XXX, S. 49), das ihm Gotthelff präsentiert, Andreas’ Eitelkeit weckt und ihn dazu verführt, auf das Ansinnen Gotthelffs einzugehen, ihn als Diener mitzunehmen. Auf dem anschließenden Ritt erzählt Gotthelff von seinen sexuellen Abenteuern, womit er Andreas’ erotische Tagträume anstößt, bis zu dem Punkt, dass dieser über seine Fantasien derart erschrickt, dass er sein Pferd unwillkürlich zügelt, was dazu führt, dass das Pferd Gotthelffs stolpert, verletzt wird und im Finazzerhof gepflegt werden muss (SW XXX, S. 52). Im Stall, beim Zubereiten des Tranks, mit dem das lahmende Pferd kuriert werden soll, hockt Gotthelff „mehr auf als neben“ (SW XXX, 58) der Magd, die ihm hilft. Diese von Gotthelff in der kommenden Nacht misshandelte Magd schließlich wird in eine „Pferdedecke“ (SW XXX, S. 66) gehüllt, nachdem sie halbnackt von der brennenden Bettstatt befreit wurde, an die der Verbrecher sie gefesselt hatte. Die tiefere Bedeutung dieser ganzen mit dem Pferd und dem Stall verbundenen Symbolik ist für Miles offensichtlich: Es ist das Hauptthema, dass Andreas nicht klar kommt mit der dunkeln Seite der Liebe, mit seinem eigenen unbewussten erotischen Begehren.
Das Symbol des Vogels tritt mehrfach auf in der Finazzer-Episode. Ein bedeutsamer Moment ist der stumme Abschied von Romana im Stall, wo er sie sucht. Er sieht zuerst niemanden, dann fällt ein Lichtstrahl schräg durch den Raum, durch den fliegt eine Schwalbe und dahinter erblickt er Romanas Mund, „offen feucht und zuckend vor unterdrücktem Weinen“. (SW XXX, S. 74) So realistisch diese Szene ist, so ist sie doch auch tief symbolisch. Der Augenblick wird mit derart schnellen, impressionistischen Strichen gezeichnet, dass es fast ist, wie wenn alles ein Traum wäre. Die symbolische Verbindung von Licht und Dunkelheit, von Vogel und Stall gibt einen ersten Hinweis, dass Andreas’ Liebe für Romana begonnen hat, ihre dunklere, unbewusste Seite zu akzeptieren und zu transzendieren. Noch bedeutungsvoller erscheint die Adlerszene, nach der Abreise vom Finazzerhof, als dieser den Blicken längst entschwunden ist. Andreas ist in trüber Stimmung, er entfernt sich nur widerwillig von Romana: „Seine Augen sahen nach vorn aber mit einem leeren kurzen Blick, die Augen des Herzens schauten mit aller Macht nach rückwärts.“ (SW XXX, 75) Als er den hoch oben im Sonnenlicht kreisenden Adler erblickt, wird ihm bewusst, dass der noch den Finazzerhof sieht. Da fällt die Beklemmung von ihm ab: „Er ahnte, daß ein Blick, von hoch genug, alle Getrennten vereinigt und daß die Einsamkeit nur eine Täuschung ist. Er hatte Romana überall – er konnte sie in sich nehmen, wo er wollte.“ (SW XXX, 76)
Der Hund, das dritte Tier, dem sich David H. Miles Analyse widmet, ist gewissermaßen die Synthese der beiden die Pole markierenden ersten Tiere, Pferd und Vogel. Der Wachhund auf dem Hof, der von Gotthelff mit einer im Pferdestall gebrauten Brühe vergiftet wird einerseits, und der das Wappen haltende Hund, den Andreas auf dem Grabstein des Urahnen des Finazzergeschlechts sieht, als er mit Romana auf dem Kirchhof ist andererseits, schlagen den Bogen, der die beiden gegensätzlichen Bereiche zusammenfasst. Der Hund ist die Verbindung zu einer „Welt, die hinter der Wirklichen war und nicht so leer und öd wie die“ (SW XXX, 72), einer Welt, die Hofmannsthal gemäß Miles mit dem Mythos identifiziert, und wo die Gegensätze aufgehoben sind, das Helle im Dunkeln, Eros in Thanatos. Und es ist diese Welt, die Andreas in sich formen muss, ausgerichtet auf die Bilder von Hund, Vogel und Pferd.
Für Miles sind das aber Bilder in Andreas’ Unbewusstem. Die Bilder repräsentieren an der Oberfläche nichts anderes als sich selber. Dies entspricht auch Hofmannsthals Bestreben, das Tiefe an der Oberfläche zu verbergen (SW XXXVII, S. 36 – Buch der Freunde), wofür der Hund in der Venedig-Episode ein gutes Beispiel ist: Auch hier symbolisiert der Hund die mythischen Extreme, denn es sind die vergeistigte Maria und die sinnliche Mariquita – die die latente Spaltung in Andreas’ eigener Persönlichkeit spiegeln –, die den „kurzathmigen“ Spaniel „namens Fidèle“ (SW XXX, S. 19) gemeinsam besitzen.
Eine andere Bedeutung erhält der Hund bei W. G. Sebald. Da ist er die „Inkarnation eines uralten Schwermutssymbols für die melancholische Seele des Mannes“ – und damit ein Hinweis darauf, dass Andreas sehr wohl weiß, „daß er die Fähigkeit zur Grausamkeit in sich trägt.“ Das „ausschlaggebende Moment für die Genese einer Grausamkeit, die zerstört, was sie liebt, weil nur noch die drastischste Veranstaltung mit dem Körper des anderen Geschlechts die abgewürgte Sexualität zu bewegen vermag“ sieht Sebald in der „homosexuellen Verletzung der kindlichen Person“. Es sind Erinnerungen des Andreas, die er im Traum wieder reaktiviert: „Ein Blick den er als Knabe gefürchtet hatte wie keinen zweiten, der Blick seines ersten Katecheten, schoß durch ihn hindurch und die gefürchtete kleine feiste Hand faßte ihn an, das widerwärtige Gesicht eines Knaben der ihm in dämmernder Abendstunde auf der Hintertreppe erzählt hatte was er nicht hören wollte preßte sich gegen seine Wange“. (SW XXX, S. 64)
Die Melancholie bezieht sich aber auch auf den Malteser. Mit 40 Jahren ungefähr so alt wie Hofmannsthal zur Zeit der Niederschrift des Hauptentwurfs, bekennt er in einer der Notizen, „er habe nie eine Frau berührt.“ (SW XXX, S. 23) Dazu Sebald: „Der Verdacht regt sich, das vierzigjährige Gespenst [i.e. der Malteser] könnte, wie eine der Notizen festhält, »nicht gelebt haben« und müsse sich darum »in dem andern [Andreas] neu erwecken«. Der vampirische Zug in dieser Konstellation bringt aber nicht nur Hofmannsthals fast instinktiven Abscheu vor Stefan George zum Ausdruck, sondern auch sein eigenes Verhältnis – der vierzigjährige Malteser vertritt nicht zuletzt Hofmannsthals Stelle – zu dem Jüngling Andreas, der er selber einmal war.“
Sebalds Ansatz geht also von einer doppelten autobiographischen Identifikation aus. Er meint, dass „Hofmannsthal den Andreas […] angelegt hat als eine Exploration jener zentrifugalen Kräfte seines und unseres Lebens, die – fremd und widerspenstig – nicht auf eine schöne Bildung, sondern auf Deformation und Zerstörung hinauslaufen. Die dem Andreas-Fragment einbeschriebenen extremen erotischen Tendenzen unterbinden die Kreierung von Identität, haben die Verwirrung und Dissolution der Erzählfigur zum Gegenstand und widersetzen sich so dem integrativen Muster des Bildungsromans. […] Nicht die erhabenen Zielsetzungen seines Bildungskonzepts haben […] den Roman zum Fragment verurteilt, sondern das, daß Hofmannsthal bei der Skizzierung einer erotischen Aventiure in tiefere Wasser geriet, als ihm selber geheuer sein mochte.“
Eine der umfassendsten Analysen der Symbolik im Andreas hat Waltraud Wiethölter geliefert. Ihr Ansatz, die Symbole als Bildzitate zu verstehen, erlaubt es ihr, sie mit einer Bedeutungstiefe aufzuladen, die weit über den direkten narrativen Zusammenhang hinausgeht und ikonographische Zuschreibungen zu berücksichtigen, die sich über Jahrhunderte in der Kulturgeschichte angereichert haben. Wiethölter stützt sich bei diesem Ansatz auf Hofmannsthals Vertrautheit mit der Kunstgeschichte und seiner Empfänglichkeit für starke, ja existenzielle Eindrücke, die Bilder auf ihn machen konnten, etwas, das zum Beispiel in den Briefen des Zurückgekehrten seinen Niederschlag fand. Bei drei Tieren, die in ihrer Analyse vornehmlich den weiblichen Figuren zugeordnet sind, sieht Wiethölter besonders deutliche Querverbindungen: Katze, Hund und Papagei.
Hund und Katze, die Andreas als Kind gequält hat – ob tatsächlich oder nur in der Vorstellung, ist ihm selber manchmal nicht so klar – und die sich in seinen Traumbildern wahlweise in einander oder in eine Schlange verwandeln, vermischen sich mit dem Hofhund, den Gotthelff vergiftet, um die Nacht mit der Magd ungestört verbringen zu können. (SW XXX, S. 64) Für Wiethölter eröffnet sich dabei ein ganzes Panoptikum von Sündenfall, Verführung, Sinnlichkeit und Laster, Inzestwunsch und Kastrationsangst: „Andreas ist Adam, den die Schlange durch Evas Hilfe verführt, und er ist Ödipus, den der Sieg über die Sphinx in die Arme der Mutter treibt. Bei ihr ist er zu gleicher Zeit an der Quelle des Lebens und am Ursprungsort seiner Aggressivität, denn gebunden wie er ist, hat er keine Wahl, den Knoten zu durchhauen, als nach dem Vater auch die Mutter zu töten oder sich selbst aufzugeben – angesichts der symbiotischen Verschmelzung von Mutter und Sohn ohnehin bloß eine Scheinalternative, da im Muttermord die Selbstaufgabe zwangsläufig beschlossen läge.“ Markiert der Hund die Verbindung von Andreas mit Gotthelff, so die Katze aufgrund des Traumes, in dem Andreas Romana nacheilt und von einer Katze aufgehalten wird, die Verbindung mit ihr – und ihrer Schattenseite, der Magd, die sich in der Unheilsnacht mit Gotthelff einlässt. Der Papagei Ninas schließlich, „der bis hin zu Courbets größtem Salonerfolg, der 1866 in Paris ausgestellten Frau mit Papagei als Paradies- und Sündenvogel, schließlich als unzweideutiges erotisches Requisit […] außerdem aber aufgrund der ihm bereits im Mittelalter zugeschriebenen Fähigkeit, das ›Ave‹ aussprechen und damit die gefallene Eva gleichsam ›umdrehen‹ zu können, als Madonnenemblem gegolten hat“, stellt die Verbindung her zwischen Nina und Zustina einerseits, aber auch zwischen den Prampero-Töchtern und Maria/Mariquita. Dass der Papagei in die Trias mit Hund und Katze aufgenommen wurde, verdankt er der ikonographischen Linie, die Wiethölter zieht von Tizians Venus von Urbino, mit einem Hündchen, über Manets Olympia mit einer Katze bis zu Courbets erwähnter Frau mit Papagei. Damit konstituiert sich ein Beziehungsgeflecht auf der symbolischen Ebene: Es „ergibt sich eine geschlossene Reihe, die sich in der Reihe der Frauenpaare widerspiegelt. Letztere sind so beweglich und leicht vertauschbar wie die Tiere, und doch ist jeder Doppelfigur eine Art Wappentier zugeordnet: Romana und ihrer Gesindeschwester die Katze, Maria/Mariquita das Hündchen Fidèle und Zustina/Nina jener grausam enthauptete Papagei, der stellvertretend für die gesamte Fauna den Kopf dafür hinzuhalten hat, daß keines der Tiere seine typologische Funktion erfüllt, mithin keine der Frauen als Maria und Neue Eva, und das bedeutet: als Inkarnation der Versöhnung aus dem dramatischen Geschehen hervorgehen wird. Die Tierzeichen werden ausnahmslos um ihre heilsgeschichtliche, ihre glückverheißende Dimension beschnitten und als Sündenmale restauriert, wobei sie aufgrund des beschriebenen Tauschwerts im Rahmen ihrer ikonographischen Herkunft auf ein Zitatkartell verweisen, wie es in dieser Dichte und Direktheit auch in der Kunstgeschichte nicht allzu oft anzutreffen ist.“
Die im Text „unsichtbar präsente Bilderserie“, nämlich „Tizians Venus und ihre modernen Varianten“, so nimmt Wiethölter an, bewirkt letztlich eine „zum Scheitern führende Irritation“ und die zu Schreckensbilder mutierten ›Tiere‹ verhindern „als Imagines der ›bösen‹ Mutter eine positive Konfliktlösung“. „Dem Autor muß es in dieser Hinsicht ergangen sein wie dem jungen Ferschengelder […] Die durch Bildzitate ausgelösten Projektionen haben es Hofmannsthal unmöglich gemacht, seinen Helden und dessen zahlreiche Doppelgänger über das Inzestdrama hinaus- und dem anfänglich gesteckten Ziel entgegenzuführen.“

## Form und Stil
Die erste Notiz des Andreas-Komplexes, überschrieben mit „Das Reisetagebuch des Herrn v. N.“, beginnt als Ich-Erzählung: „Ich erinnere mich an die Dinge ganz genau…..“ (SW XXX, 7). Diese Form entspricht der Eigenart eines Tagebuchs, wie es in diesem Stadium noch geplant war. Die späteren Notizen – so sie denn überhaupt erzählenden Charakter haben – und ganz besonders der Hauptentwurf sind in der dritten Person abgefasst. Dabei handelt es sich aber nicht um einen neutralen Erzählerbericht, sondern einen, „der tatsächlich weitgehend die subjektive Perspektive des Andreas wiedergibt“. Diese Subjektivierung überträgt die Unsicherheit und Verwirrung des Protagonisten auf das Leseerlebnis. Der Orientierung bei der Lektüre „dient einzig die subjektive Sicht des Andreas. Da diese sich nicht durch panoramatische Distanz und Souveränität auszeichnet, sondern eingeschränkt und unsicher ist, bleibt auch die Sicht des Lesers stark limitiert. Zu dessen Verunsicherung trägt wesentlich das ständige und häufig unauflösbare Wechselspiel zwischen Realität und Projektion bei.“ David H. Miles weist darauf hin, dass diese subjektivierte Erzählsituation in der dritten Person Hofmannsthal einerseits erlaubte, autobiographisches Material auf Distanz zu halten, andererseits aber auch die Möglichkeit bot, eine breitere Erzählperspektive einzunehemen und hin- und her zu wechseln zwischen dem eigenen Standpunkt und dem des Protagonisten, denn die Erzählinstanz ist nicht immer gleich nah am Protagonisten dran.
David H. Miles hat auch auf eine Eigenschaft des Andreas hingewiesen, die er „räumliche Struktur“ („spatial structure“ oder „spatial form“) nennt. Gemeint ist damit eine Minimierung des sonst für Bildungsromane typischen epischen Flusses zugunsten einer Gleichzeitigkeit aller Elemente, was schon Wassermann konstatiert hatte. Viele Seiten Text können verwendet werden, ohne dass eine lange Zeit vergeht. Der Stil des Romans gleicht sich dabei der Lyrik an.
Mit dem Begriff der „spatial form“ greift Miles auf eine Prägung von Joseph Frank zurück, der damit 1945 die Eigenheit der modernen Romanciers und Dichter (wie James Joyce, Virginia Woolf, Marcel Proust oder Ezra Pound) charakterisiert hatte, die in Abkehr vom Lessingschen Paradigma des zeitlichen Charakters der Literatur, zur Maxime des Horaz, ut pictura poiesis, zurückzukehren schienen. Die „spatial form“ darf dabei nicht so verstanden werden, dass die Zeit angehalten wird. Die Zeit fließt im Andreas weiter, aber sie wird verlangsamt und gleichsam akkumuliert. Miles identifiziert im Andreas drei verschiedene Techniken, um diese „spatial form“ zu erreichen: Erstens die Wahl des fruchtbaren Augenblicks, der dann wie ein Genrebild geschildert wird, zweitens – und damit eng verwandt – das Porträtieren. Und drittens der Verzicht auf temporale Junktoren wie ‚nach‘, ‚nachher‘, die typisch episch sind, stattdessen das Verwenden von Konjuktionen, die Gleichzeitigkeit ausdrücken (‚während‘, ‚als‘, ‚indessen‘) oder Adverbien der räumlichen Unmittelbarkeit (‚jetzt‘, ‚hier‘, ‚da‘). Die „Verräumlichung“ mit Hilfe der geschilderten Techniken erzeugt wie erwähnt einen Effekt der Akkumulation von Zeit, einen Effekt, der nach Miles von enormer Wichtigkeit ist für Hofmannthals Konzept der Bildung, die stark auf der Neubewertung vergangener Erfahrungen beruht.
Mit der „spatial form“ ergibt sich ein lyrischer Sprachstil, den, wie erwähnt, David H. Miles im Andreas feststellt („much as in lyric poetry“). Ähnlich haben andere, meist ältere Interpreten geurteilt. So etwa Felix Salten: „Wenn jemals etwas Poesie genannt werden darf, dann ist es dieses Kapitel.“ Oder Walther Brecht: „Welche Fülle des Poetischen, welche Intensität wechselnder Stimmung aber […] dann im zweiten Kapitel, in Venedig!“
Zu einer gegenteiligen Analyse kommt Angelika Corbineau-Hoffmann: „Venedig ist zwar die Bühne des Geschehens, eine Poesie des Ortes aber enthält es nicht. Auch die Sprache hat sich von der Musikalität der Lyrik Hofmannsthals, von der Symbolkraft der frühen lyrischen Dramen entfernt – zumindest in dem Teil des Romans, der in Venedig spielt. [...]. Aber nicht die Musik allein macht, so wenig wie die Bühne, das ‚lyrische Drama‘ aus: es fehlt die poetische Sprache.“ Auch Mathias Mayers Urteil fällt deutlich nüchterner aus als das der älteren Interpreten: „Als eine Poetik des ›Hinstellens‹ ließe sich über weite Strecken der Sprachduktus des Andreas-Romans beschreiben, der in seiner Verknappung und Nüchternheit Büchners Lenz-Novelle fortschreibt […].“
Trotzdem wird bis heute eine ausgesprochene „Faszinationskraft“ des Andreas-Romans festgestellt, die unter anderem „den stilistischen und motivästhetischen Eigenheiten, die Hofmannsthals Erzählweise bereits in den Anfangskapiteln aufweist“, zu verdanken ist. „Ihre ungewöhnlich präzise Schilderung von visuellen, atmosphärischen und topographischen Details, ihre radikale Subjektivierung der Perspektivik und Darstellungsform, ihre affektive Nähe zu erotisch-sexuellen Triebkräften verleihen der Erzählung eine teils fesselnde, teils auch beklemmende Intensität.“

### Ausgaben
- Hugo von Hofmannsthal: Andreas oder Die Vereinigten. Fragmente eines Romans, mit einem Nachwort von Jakob Wassermann, Umschlag und Titelvignette von Hans Meid. S. Fischer Verlag, Berlin 1932.
- Hugo von Hofmannsthal: Andreas oder Die Vereinigten. Fragmente eines Romans. Mit Original-Holzstichen von Imre Reiner. Tellurium-Verlag, Zürich 1944.
- Hugo von Hofmannsthal: Gesammelte Werke in zwölf Einzelausgaben, herausgegeben von Herbert Steiner: Die Erzählungen, Bermann-Fischer, Stockholm 1945, Seiten 138–303, (Neuauflage im S. Fischer Verlag, 1953, S. 113–247).
- Hugo von Hofmannsthal: Sämtliche Werke. Kritische Ausgabe. Band XXX: Aus dem Nachlass herausgegeben von Manfred Pape, S. Fischer Verlag, Frankfurt am Main 1982 (zitiert als „SW XXX“).
- Hugo von Hofmannsthal: Andreas (1907–1927). S. 198–319 in: Hugo von Hofmannsthal. Gesammelte Werke in zehn Einzelbänden. Hrsg. von Bernd Schoeller in Beratung mit Rudolf Hirsch: Fischer Taschenbuch Verlag, Frankfurt am Main 1979, Band Erzählungen. Erfundene Gespräche und Briefe. Reisen. ISBN 3-596-22165-X.
- Hugo von Hofmannsthal: Andreas, Herausgegeben von Mathias Mayer, Reclam 1992, Neue Auflage 2000 (Universal-Bibliothek Nr. 8800), ISBN 3-15-008800-3.
- Hugo von Hofmannsthal: Andreas. Mit einem Nachwort von Lorenz Jäger, Fischer-Taschenbuch-Verlag, Frankfurt am Main 2002 (Fischer Taschenbuch 15525), ISBN 978-3-596-15525-5.

### Sekundärliteratur
- Joachim Seng, »Andreas« (Fragment 1930) in: Mathias Mayer, Julian Werlitz (Hrsg.): Hofmannsthal-Handbuch, Leben – Werk – Wirkung, Metzler, Stuttgart 2016, ISBN 978-3-476-02591-3, S. 299–303.
- Morton Prince: The dissociation of a personality. Longmans, Green and Co., London 1908 (Textarchiv – Internet Archive)
- Hermann Broch: Hofmannsthal und seine Zeit. Eine Studie. Herausgegeben und mit einem Nachwort versehen von Paul Michael Lützeler, Suhrkamp, Frankfurt am Main 2001, insbesondere S. 208–223, (Erstdruck 1955 im Rhein-Verlag).
- Fritz Martini: Hugo von Hofmannsthal: ›Andreas oder die Vereinigten‹. In ders.: Das Wagnis Sprache. Interpretation deutscher Prosa von Nietzsche bis Benn, Stuttgart 1954. Wieder abgedruckt in: Hugo von Hofmannsthal, hrsg. von Sibylle Bauer (=Wege der Forschung CLXXXIII), Darmstadt 1968, 311–351.
- Richard Alewyn: ›Andreas‹ und die »wunderbare Freundin«. In: Ders.: Über Hugo von Hofmannsthal, Göttingen, 4. Auflage 1967, S. 131–167, (3. Auflage, 1963, S. 124–160). Digitalisiert: Alewyn
- Karl Gautschi: Hugo von Hofmannsthals Romanfragment ‚Andreas‘, Diss. Juris-Verlag, Zürich 1965.
- Gerhart Baumann: Hugo von Hofmannsthal. „Andreas oder die Vereinigten“. Selbstverständnis und Roman. In: Ders.: Vereinigungen. Versuche zu neuerer Dichtung. Wilhelm Fink Verlag, München 1972, S. 115–144.
- David H. Miles: Hofmannsthal’s Novel ›Andreas‹: Memory and Self. Princeton University Press, Princeton 1972.
- Manfred Pape: «Ferschengelder». Der erste Entwurf zu Hofmannsthals «Andreas». In: Hofmannsthal-Blätter, Heft 13/14 1975, S. 42–47.
- Manfred Pape: Aurea Catena Homeri. Die Rosenkreuzer-Quelle der „Allomatik“ in Hofmannsthals ›Andreas‹. In: Deutsche Vierteljahrsschrift für Literaturwissenschaft und Geistesgeschichte, 1975, S. 680–693.
- Manfred Pape: Entstehung und Misslingen von Hofmannsthals ›Andreas‹. Mit unbekannten Notizen. In: Études Germaniques Nr. 32, H. 4, Paris 1977, S. 420–436.
- Ursula Renner-Henke: «. . . dass auf einem gesunden Selbstgefühl das ganze Dasein ruht. . .». Opposition gegen die Vaterwelt und Suche nach dem wahren Selbst in Hofmannsthals ›Andreas‹-Fragment. In: Hofmannsthal-Forschungen Bd. 8, Freiburg i. Br. 1985, S. 233–262.
- W.G. Sebald, Venezianisches Kryptogramm. Hofmannsthals ›Andreas‹. In: W.G. Sebald, Die Beschreibung des Unglücks. Zur österreichischen Literatur von Stifter bis Handke, Salzburg und Wien 1985, S. 61–78.
- Angelika Corbineau-Hoffmann: Der Aufbruch ins Offene. Figuren des Fragmentarischen in Prousts ›Jean Santeuil‹ und Hofmannsthals ›Andreas‹. Ein Versuch In: Hofmannsthal-Forschungen Bd. 9, Freiburg i. Br. 1987, S. 163–194.
- Gerhart Baumann: Hugo von Hofmannsthal. Maske und Mysterium. Zu den ›Andreas‹-Fragmenten. In: Ders.: Erschriebene Welt. Versuche zur Dichtung. Freiburg i. Br. 1988, S. 155–173.
- Waltraud Wiethölter: Das andere Gesicht: ›Andreas‹. In: Dies.: Hofmannsthal oder Die Geometrie des Subjekts. Psychostrukturelle und ikonographische Studien zum Prosawerk, Tübingen 1990, S. 118–235.
- Mathias Mayer: Nachwort. In: Hugo von Hofmannsthal: ›Andreas‹, Hrsg. von Mathias Mayer, Stuttgart 1992, S. 127–148.
- Mathias Mayer: Die Grenzen des Textes. Zur Fragmentarik und Rezeption von Hofmannsthals ›Andreas‹-Roman. In: Études Germaniques Nr. 49, H. 4, Paris 1994, S. 469–492.
- Achim Aurnhammer: Hofmannsthals ›Andreas‹. Das Fragment als Erzählform zwischen Tradition und Moderne. In: Hofmannsthal-Jahrbuch 3/1995, S. 275–297.
- Jacques Le Rider: Hugo von Hofmannsthal. Historismus und Moderne in der Literatur der Jahrhundertwende, übersetzt von Leopold Federmair, 1997, Wien – Köln – Weimar (=Nachbarschaften Humanwissenschaftliche Studien Bd. 6), ISBN 3-205-98501-X, S. 129–157.
- Konrad Heumann: Hugo von Hofmannsthal und Ladinien. Zur Entstehung des Romanfragments ›Andreas‹. In: Ladini – Sföi Culturâl dai Ladins dles Dolomites, Bd. XXII, 1998 S. 325–340.
- Mathias Mayer (Hrsg.): Hofmannsthals ›Andreas‹ – Nachträge, Nachfragen und Nachwirkungen. Teil I. In: Hofmannsthal-Jahrbuch 6/1998, S. 129–138.
- Mathias Mayer (Hrsg.): Hofmannsthals ›Andreas‹ – Nachträge, Nachfragen und Nachwirkungen. Teil II: Hofmannsthals ›Andreas‹ im Spiegel früher Kritik (1930–1954). In: Hofmannsthal-Jahrbuch 7/1999, S. 101–198.
- Joachim Seng: »Das Halbe, Fragmentarische aber, ist eigentlich menschliches Gebiet.« Der ›Andreas‹-Roman von Hugo von Hofmannsthal. In: Bernhard Fetz und Klaus Kastberger (Hrsg.): Die Teile und das Ganze. Bausteine der literarischen Moderne in Österreich. Paul Zsolnay Verlag, Wien 2003, ISBN 3-552-05215-1, S. 174–186.
- Katrin Scheffer: Schwebende, webende Bilder. Strukturbildende Motive und Blickstrategien in Hugo von Hofmannsthals Prosaschriften, zugleich: Marburg, Univ. Diss., Tectum Verlag, Marburg 2007, ISBN 978-3-8288-9424-2.
- Maximilian Bergengruen: Mystik der Nerven. Hugo von Hofmannsthals literarische Epistemologie des »Nicht-mehr-Ich«. Rombach Verlag, Freiburg i. Br. 2010, ISBN 978-3-7930-9615-3.
- Günter Schnitzler: Quellendichte und Unabschließbarkeit. Zu Hofmannsthals ›Andreas‹-Roman. In: Ralf Bogner u. a. (Hrsg.): Realität als Herausforderung. Literatur in ihren konkreten historischen Kontexten. De Gruyter, Berlin 2011, ISBN 978-3-11-025393-1, S. 447–462.
- Anke Junk: Andreas oder Die Vereinigten von Hugo von Hofmannsthal - eine kulturpsychoanalytische Untersuchung. Impr. Henner Junk, Hannover 2015, DNB 1100955305.
- Inka Mülder-Bach: Genremischung und Gattungskonflikt. Zur episch-dramatischen Doppelphysiognomie von Hofmannsthals »Andreas«-Fragment. In: Hofmannsthal-Jahrbuch 26/2018, S. 167–186.
- Elsbeth Dangel-Pelloquin und Alexander Honold: Grenzenlose Verwandlung: Hugo von Hofmannsthal. Biographie, S. Fischer Verlag, Frankfurt am Main 2024, ISBN 978-3-10-397553-6, insbesondere S. 459–480.
- Günter Schnitzler: Die Dissoziation des Ich. In: Ders.: Erfahrung und Bild. Die dichterische Wirklichkeit des Charles Sealsfield (Karl Postl). Rombach Verlag, Freiburg im Breisgau, 1988, ISBN 3-7930-9047-7, S. 342–347.
- Elisabetta Potthoff: Endlose Trennung und Vereinigung. Spuren Ariosts in Hofmannsthals ›Andreas‹, in: Hofmannsthal-Jahrbuch 3/1995, S. 297–303.